# Liste der Baudenkmale in Melle/Ortsteile
In der Liste der Baudenkmale in Melle/Ortsteile sind alle Baudenkmale in den Ortsteilen der niedersächsischen Stadt Melle aufgelistet. Die Quelle der Baudenkmale ist der Denkmalatlas Niedersachsen. Der Stand der Liste ist der 8. September 2022.
In der Liste der Baudenkmale in Melle sind die Baudenkmale der Kernstadt aufgeführt.

## Allgemein
In den Spalten befinden sich folgende Informationen:
- Lage: die Adresse des Baudenkmales und die geographischen Koordinaten. Kartenansicht, um Koordinaten zu setzen. In der Kartenansicht sind Baudenkmale ohne Koordinaten mit einem roten Marker dargestellt und können in der Karte gesetzt werden. Baudenkmale ohne Bild sind mit einem blauen Marker gekennzeichnet, Baudenkmale mit Bild mit einem grünen Marker.
- Bezeichnung: Bezeichnung des Baudenkmales
- Beschreibung: die Beschreibung des Baudenkmales. Unter § 3 Abs. 2 NDSchG werden Einzeldenkmale und unter § 3 Abs. 3 NDSchG Gruppen baulicher Anlagen und deren Bestandteile ausgewiesen.
- ID: die Objekt-ID des Baudenkmales
- Bild: ein Bild des Baudenkmales, ggf. zusätzlich mit einem Link zu weiteren Fotos des Baudenkmals im Medienarchiv Wikimedia Commons. Wenn man auf das Kamerasymbol klickt, können Fotos zu Baudenkmalen aus dieser Liste hochgeladen werden:

## Buer
| Lage                                                | Bezeichnung                                | Beschreibung | ID       | Bild           |
| --------------------------------------------------- | ------------------------------------------ | --- | -------- | -------------- |
| Alter Handelsweg 10 52° 14′ 52″ N, 8° 24′ 8″ O      | Hof Aring (Wohn-/ Wirtschaftsgebäude)      | Traufständiger Vierständerbau, Kammerfach mit Aufsprung, Wirtschaftsgiebel dreimal vorkragend, Satteldach, errichtet 1813 von Zimmermeister J.H. Titkemeyer. | 35539829 | BW             |
| Am Bergsiek 14 52° 16′ 30″ N, 8° 24′ 13″ O          | Hof Linkemeier (Heuerhaus)                 | Traufständiger Zweiständerbau, Kammerfach mit Aufsprung und einseitiger Erweiterung, Ständerreihen mit Kopfbändern erhalten, Fachwerk mit verputzten Gefachen, Satteldach, errichtet 1792 (i) für Fr. Wilhelm Schwanholt. | 35539829 | BW             |
| Am Königskamp 6 52° 15′ 4″ N, 8° 22′ 55″ O          | Wohn-/ Wirtschaftsgebäude                  | | 35543238 | BW             |
| Auf Torf 1 52° 14′ 52″ N, 8° 24′ 21″ O              | Hof Köstring (Wohn-/ Wirtschaftsgebäude)   | Traufständiges, langgestreckter Wandständerbau mit ehemaliger Querdiele, Fachwerk mit verputzten Gefachen, Walmdach mit Zwerchhäusern, errichtet um 1840. Wohl um 1900 das Walmdach ausgebaut. | 35532504 | BW             |
| Auf Torf 16 52° 14′ 53″ N, 8° 24′ 31″ O             | Spritzenhaus                               | Traufständiges Spritzenhaus, massiver Bruchsteinbau, nachträglich verputzt, Satteldach, errichtet um 1850. Nordostgiebel mit Rundbogentor. | 35532548 | BW             |
| Barkhausener Straße 78 52° 14′ 26″ N, 8° 24′ 8″ O   | Hof Groenenhof (Reithalle)                 | Im Süden der Hofanlage gelegener langgestreckter und verbretterter Bau, Satteldach, errichtet um 1975. | 35532974 | BW             |
| Barkhausener Straße 78 52° 14′ 27″ N, 8° 24′ 6″ O   | Hof Groenenhof (Scheune)                   | Südlich des Haupthauses gelegene Scheune, Fachwerk mit verputzten Gefachen, eine außermittige Längseinfahrt, Satteldach, errichtet um 1830. | 35531359 | BW             |
| Barkhausener Straße 78 52° 14′ 28″ N, 8° 24′ 8″ O   | Hof Groenenhof (Wagenschauer)              | Im Norden der Hofanlage gelegener langgestreckter Bau mit acht Quereinfahrten, Pultdach nach Norden fallend, errichtet um 1900. | 35532810 | BW             |
| Barkhausener Straße 78 52° 14′ 28″ N, 8° 24′ 6″ O   | Hof Groenenhof (Scheune)                   | Im Norden der Hofanlage gelegener Massivbau mit aufgemaltem Fachwerk, Satteldach, errichtet um 1970. | 35532424 | BW             |
| Bremer-Tor-Straße 2 52° 14′ 55″ N, 8° 24′ 13″ O     | Wohn-/ Wirtschaftsgebäude                  | Traufständiges, eingeschossiges Gebäude mit mittiger Erschließung im Südgiebel und Querdielenteil, massiver Putzbau mit Quaderverfugung, Öffnungen mit scharrierter Werksteinrahmung, Satteldach, errichtet um 1860. | 35532466 | BW             |
| Bremer-Tor-Straße 4 52° 14′ 56″ N, 8° 24′ 13″ O     | Wohn-/ Wirtschaftsgebäude                  | | 35532447 | BW             |
| Bulstener Straße 11 52° 14′ 3″ N, 8° 26′ 49″ O      | Dorfglocke                                 | In der Kreuzung von Bulstener Straße und Balkenkampsweg gelegener Glockenträger mit Glocke, Holzgerüst mit Walmdach, errichtet wohl um 1950 für eine historische Glocke, die im Glockenträger aufgehängt ist. Darunter ein Denkmal für die Gefallenen beider Weltkriege, abgetrepptes Podest mit Eisernem Kreuz, Inschrift sowie die Namen der Gefallenen. | 35532662 | BW             |
| Hohnebrinks Feld 52° 14′ 50″ N, 8° 21′ 56″ O        | Kriegerdenkmal                             | Leicht erhöht gelegenes und mit einer niedrigen Hecke eingefriedetes Kriegerdenkmal, massiver Obelisk mit kleinformatiger, geschichteter Steinsetzung, Inschrifttafel, abgeschlossen mit Eisernem Kreuz, errichtet wohl nach 1918, nach 1945 ergänzt. | 35535755 | BW             |
| Huntetalstraße 11 52° 15′ 49″ N, 8° 25′ 22″ O       | Mühle zu Gut Huntemühlen                   | Nördlich der Hunte gelegenes Mühlengebäude als eingeschossiger, massiver Fachwerkbau, Satteldach mit Ladeluke, errichtet wohl ursprünglich bereits 1711 (i). | 35539788 | BW             |
| Im Dorfe 52° 15′ 51″ N, 8° 24′ 38″ O                | Glockenturm                                | An der Kreuzung der Meesdorfer Straße und der Glockenstraße gelegene Dorfglocke, offene Metallkonstruktion mit Glockenaufhängung und Glocke, flache Verdachung, aufgestellt wohl um 1920. | 35539809 |                |
| In den Blessen 1 52° 14′ 4″ N, 8° 24′ 18″ O         | Hof Albersmann (Wohn-/ Wirtschaftsgebäude) | Traufständiger Dreiständerbau mit nachträglichen Erweiterungen nordöstlich, Fachwerk mit verputzten Gefachen, Wirtschaftsgiebel einmal vorkragend, Wohngiebel teils massiv ersetzt, Satteldach, errichtet 1849 (i). | 35532620 | BW             |
| In den Huntewiesen 52° 16′ 3″ N, 8° 25′ 21″ O       | Mühle zu Gut Huntemühlen                   | An der Hunte gelegenes Mühlengebäude, Fachwerk mit Bruchsteinausmauerung, bachseitiger Giebel massiv, traufseitige Querdurchfahrt, Satteldach, errichtet um 1850. Teile der Mühlentechnik erhalten, darunter ein stehendes Vorgelege, ein Kollergang mit zwei Steinen und ein Wärmeofen mit Rührwerk. | 35539767 | BW             |
| Kampingring 1 52° 14′ 51″ N, 8° 24′ 14″ O           | Wohn-/ Geschäftshaus                       | Östlich des Kirchhofes, am Rande der Kirchhöfersiedlung gelegener Wandständerbau, Fachwerk mit verputzten Gefachen, EG durch Ladeneinbau verändert, Satteldach, errichtet 1774 (i). Rückwärtig ein eingeschossiger Fachwerkanbau. | 35532187 | BW             |
| Kampingring 2 52° 14′ 50″ N, 8° 24′ 13″ O           | Wohn-/ Wirtschaftsgebäude                  | Südöstlich des Kirchhofes, am Rande der Kirchhöfersiedlung gelegener Dreiständerbau des ehemaligen Hofes Spelmeyer mit ursprünglich rechter Kübbung, Satteldach, errichtet ursprünglich 1695 (i). Mitte des 19. Jh. umgebaut, dabei die Außenmauern erneuert, rechte Kübbung auf Balkenhöhe hochgezogen, Nordgiebel mit zweigeschossiger Utluch erweitert. | 35532229 | BW             |
| Kampingring 16 52° 14′ 53″ N, 8° 24′ 19″ O          | Hof Redeker (Wohn-/ Wirtschaftsgebäude)    | Traufständiger Wandständerbau mit Querdiele, Fachwerk mit verputzten Gefachen, teils verputzt, Krüppelwalmdach mit Zwerchhaus von um 1890, errichtet um 1860. | 35532485 | BW             |
| Kampingring 17 52° 14′ 53″ N, 8° 24′ 16″ O          | Hof Otto Meier (Wohn-/ Wirtschaftsgebäude) | Traufständiger massiver Putzbau mit Querdiele, Öffnungen mit Sandsteineinfassungen, profilierte Türrahmung, Satteldach, errichtet 1852 (i). | 35532529 | BW             |
| Kampingring 36 52° 14′ 53″ N, 8° 24′ 13″ O          | Wohn-/ Wirtschaftsgebäude                  | Im Nordosten des Kirchhofes, am Außenrand der Kirchhöfersiedlung und traufständig zum Kampring gelegener Vierständerbau, ursprünglich mit Kammerfach und Sackdielengrundriss, Wirtschaftsgiebel einmal vorkragend, Satteldach. Wohl ein älteres Kerngerüst von 1721 (i), welches um 1770 umgebaut und mit neuen Außenwänden versehen wurde. Kammerfach um 1820/40 durch einen zweigeschossigen, quergestellten Wohnteil ersetzt, Fachwerk mit verputzten Gefachen, teils massiv ersetzt, Satteldach. | 35532165 | BW             |
| Kirchplatz 1 52° 14′ 51″ N, 8° 24′ 10″ O            | St. Martin                                 | St. Martinkirche, hohe, neuromanische Emporenkirche mit fünfseitiger Apsis, Bruchstein mit Sandsteineckquaderung, Wandgliederung und -dekoration mit Sandsteinelementen, rundbogiges und übergiebeltes Hauptportal westlich, Rundbogen- und Drillingsfenster, 1853–55 von Stadtbaumeister W. Richard aus Osnabrück, anstelle eines romanischen Vorgängerbaus, errichtet. Westlich ein dreifach gestaffelter Turm über quadratischem Grundriss. Im Inneren basilikaähnliche Unterteilung in drei flachgedeckte Schiffe durch eingestellte, dreiseitige, doppelgeschossige Empore, farbig gefasste Holzpfeiler. Von der ursprünglichen Ausstattung die Orgel, ein spätklassizistisches Altarbild von August Krelling von 1865 und Teile der Glasfenster erhalten. Vom romanischen Vorgängerbau die barocke Kanzel von 1721 und ein Kruzifix des Osnabrücker Meisters von 1515 übernommen. | 35531433 | Weitere Bilder |
| Kirchplatz 2 52° 14′ 50″ N, 8° 24′ 9″ O             | Gasthaus                                   | Im Westen des Kirchhofes gelegener zweigeschossiger Fachwerkbau mit Querdiele, profilierte Balkenköpfe und profilierte Füllbretter, östlich das ehemalige Dielentor, Satteldach, errichtet 1785 (i). Nachträglich vollständig zu Wohnzwecken und als Gasthaus umgebaut. Südgiebel mit Quertrakt, zweigeschossiger Ziegelbau, Fassaden verputzt, mit profilierten Fensterumrandungen und Portal, Satteldach, errichtet 1880. Nördlich zum Wohnhaus Kirchplatz 3 eine überdachte Torfahrt zum Kirchhof. | 35532297 |                |
| Kirchplatz 3 52° 14′ 51″ N, 8° 24′ 8″ O             | Wohnhaus                                   | Im Westen des Kirchhofes gelegenes traufständiges, zweigeschossiger Putzbau über unregelmäßigem Grundriss, Satteldach mit großem Zwerchhaus östlich zum Kirchhof, errichtet wohl Ende des 19. Jh. Auch als Heimatmuseum genutzt. | 35531971 | BW             |
| Kirchplatz 4 52° 14′ 50″ N, 8° 24′ 10″ O            | Wohn-/ Geschäftshaus                       | Im Süden des Kirchhofes gelegenes traufständiges, langgestrecktes, zweigeschossiges Haus, Fachwerk mit hohem Sockel östlich aufgrund des Geländeniveaus, verputzte Gefache, nördliche Traufseite verputzt, EG mit nachträglichen Veränderungen durch Ladeneinbau, Satteldach, errichtet um 1860. | 35532254 | BW             |
| Kirchplatz 5 52° 14′ 51″ N, 8° 24′ 8″ O             | Wohnhaus                                   | Im Westen des Kirchhofes gelegenes traufständiges, zweigeschossiger massiver Bruchsteinbau, Ostfassade als Schaufassade mit dreigeschossigem Seitenrisalit, Gesimsen, hochrechteckigen Zwillingsfenstern im EG, rundbogigem Drillingsfenster im OG, Satteldach, errichtet um 1880 als Pastorat. | 35531950 | BW             |
| Kirchplatz 6 52° 14′ 50″ N, 8° 24′ 11″ O            | Wohnhaus                                   | Im Süden des Kirchhofes gelegenes traufständiges, zweigeschossiges Wohnhaus, Fachwerk mit hohem Sockel östlich, Fachwerk mit verputzten Gefachen, nördliche Traufseite verputzt, mit geschosstrennender Profilleiste im Bereich der Brüstungszone, zwei Zugänge, Satteldach nach Westen abgewalmt, errichtet um 1840. | 35532254 | BW             |
| Kirchplatz 7 52° 14′ 51″ N, 8° 24′ 8″ O             | Wohnhaus                                   | Im Westen des Kirchhofes gelegenes giebelständiges, zweieinhalbgeschossiges Wohnhaus, verputzte Mischbauweise mit massivem EG, Fachwerkobergeschoss, Ostfassade als Schaufassade mit Ecklisenen, Gesimsen, profilierten Fensterrahmungen, mittigem Eingang mit kannelierten Pilastern, zweiflügeliger Tür und vorgelegter Treppe, Satteldach, errichtet um 1890. | 35531929 | BW             |
| Kirchplatz 9 52° 14′ 52″ N, 8° 24′ 8″ O             | Wohn-/ Geschäftshaus                       | Im Westen des Kirchhofes gelegenes traufständiges, zweigeschossiger massiver Ziegelbau mit dreigeschossigem Mittelrisalit, Fassadengestaltung mit Putzquaderung, profilierten Gesimsen und Fensterumrandungen, Satteldach, errichtet um 1890. Die Rückfassade sehr schlicht, ohne Gestaltung. | 35531907 | BW             |
| Kirchplatz 11 52° 14′ 52″ N, 8° 24′ 8″ O            | Wohnhaus                                   | Im Nordwesten des Kirchhofes gelegenes traufständiges, zweigeschossiger Putzbau, Satteldach mit großem Zwerchhaus östlich zum Kirchhof, errichtet wohl Ende des 19. Jh. | 35531886 | BW             |
| Kirchplatz 13 52° 14′ 52″ N, 8° 24′ 9″ O            | Wohn-/ Geschäftshaus                       | Im Norden des Kirchhofes gelegenes traufständiges, zweigeschossiges Haus, bestehend aus zwei Gebäudetrakten. Vorderer Haupttrakt als Putzbau, Fassaden mit Gesimsen, mittigem Eingang und nachträglichem Ladeneinbau, Satteldach, errichtet um 1890. Rückwärtig ein rechtwinklig anschließender Gebäudetrakt als Fachwerkbau mit massivem Sockel, Satteldach, errichtet um 1830. | 35531993 | BW             |
| Kirchplatz 16 52° 14′ 51″ N, 8° 24′ 12″ O           | Wohn-/ Geschäftshaus                       | Südöstlich des Kirchhofes gelegenes zweigeschossiges Wohn-/Geschäftshaus, massiver Ziegelbau, mit südlich anschließendem eingeschossigen Wohnhaus, Satteldächer, errichtet 1971. | 35532208 | BW             |
| Kirchplatz 17 52° 14′ 52″ N, 8° 24′ 10″ O           | Wohn-/ Geschäftshaus                       | Im Norden des Kirchhofes gelegenes traufständiges, zweigeschossiger historisierender Putzbau mit übergiebeltem Seitenrisalit und zurückgesetztem Eingangsbereich, Satteldach, errichtet wohl erste Hälfte des 20. Jh. | 35532035 | BW             |
| Kirchplatz 19 52° 14′ 52″ N, 8° 24′ 10″ O           | Wohnhaus                                   | Im Norden des Kirchhofes gelegenes traufständiges, zweigeschossiges Fachwerkhaus mit hohem Sockel nördlich, Südfassade mit zweiachsigem, luchtartigem Vorbau, Satteldach mit Zwerchhaus südlich und nach Osten abgewalmt, errichtet um 1810. | 35532056 | BW             |
| Kirchplatz 21 52° 14′ 52″ N, 8° 24′ 11″ O           | Wohnhaus                                   | Im Norden des Kirchhofes gelegenes traufständiges, zweigeschossiges Fachwerkhaus mit hohem Kellersockel nördlich, südliche Traufseite als Schaufassade verputzt, mit profiliertem Gesims, profilierten Öffnungsrahmungen, Satteldach mit Ladeluke südlich, errichtet um 1840, im Kern wohl älter. Nördliche Traufseite mit nachträglichen Fachwerkanbauten. | 35532077 | BW             |
| Kirchplatz 23 52° 14′ 52″ N, 8° 24′ 12″ O           | Wohnhaus                                   | Im Norden des Kirchhofes gelegenes traufständiges, zweigeschossiges Wohnhaus mit hohem Kellersockel nördlich, Fachwerk mit verputzten Gefachen, Ostgiebel mit Ziegelziersetzung, profilierte Balkenköpfe und Füllbretter, südliche Traufseite verputzt, Satteldach mit Dachaufbau südlich, errichtet wohl bereits um 1770. | 35532098 | BW             |
| Kirchplatz 25 52° 14′ 52″ N, 8° 24′ 13″ O           | Wohnhaus                                   | Im Osten des Kirchhofes gelegenes giebelständiges, ein- bis zweigeschossiges Wohnhaus, Fachwerk mit verputzten Gefachen, Giebel mit Knaggenvorkragung, EG teilweise massiv ersetzt und durch Ladeneinbau verändert, Satteldach, errichtet um 1820, im Kern wohl älter. | 35532121 | BW             |
| Kirchplatz 25 52° 14′ 52″ N, 8° 24′ 13″ O           | Wohnhaus                                   | Im Osten des Kirchhofes gelegenes traufständiges, ein- bis zweigeschossiges Gebäude mit massivem Sockel, Fachwerk mit verputzten Gefachen, Satteldach, errichtet um 1830. Südlich um 1900 erweitert und um ein Stockwerk aufgestockt, mit zum First querliegenden Satteldach, Ladeneinbau im EG, errichtet um 1900. | 35532143 | BW             |
| Markendorfer Straße 110 52° 14′ 47″ N, 8° 26′ 47″ O | Mühle                                      | | 35539684 | BW             |
| Markendorfer Straße 126 52° 14′ 40″ N, 8° 27′ 24″ O | Wohn-/ Wirtschaftsgebäude                  | | 35539705 | BW             |
| Osnabrücker Straße 1 52° 14′ 50″ N, 8° 24′ 8″ O     | Turmuhrenfabrik Kothage und Söhne          | | 35532318 | BW             |
| Osnabrücker Straße 28 52° 14′ 48″ N, 8° 23′ 55″ O   | Hof Pogemeyer (Wohn-/ Wirtschaftsgebäude)  | Traufständiger hallenhausähnlicher Bruchsteinbau mit quergestelltem, zweigeschossigen Wohnteil, Fassaden gegliedert mit Eckpilastern und Gesimsen aus Ziegelmauerwerk sowie aufgeputzten Öffnungsumrandungen, Satteldächer, errichtet 1884 (i). | 35532358 | BW             |
| Osnabrücker Straße 34 52° 14′ 48″ N, 8° 23′ 52″ O   | Hof Pogemeyer (Wohn-/ Wirtschaftsgebäude)  | Traufständiger Dreiständerbau mit Kammerfach, beidseitig mit nachträglicher Erweiterung, Wirtschaftsgiebel mit Knaggenvorkragung, Fachwerk mit verputzten Gefachen, Satteldach, errichtet 1764 (i). | 35532337 | BW             |
| Sehlingdorfer Straße 6 52° 14′ 59″ N, 8° 22′ 45″ O  | Scheune                                    | | 35544714 | BW             |
| Sehlingdorfer Straße 6 52° 14′ 59″ N, 8° 22′ 45″ O  | Scheune                                    | | 35543146 | BW             |
| Sehlingdorfer Straße 6 52° 14′ 58″ N, 8° 22′ 46″ O  | Haupthaus                                  | | 35543280 | BW             |
| Sehlingdorfer Straße 6 52° 14′ 58″ N, 8° 22′ 47″ O  | Stallanbau                                 | | 35544991 | BW             |
| Sehlingdorfer Straße 24 52° 15′ 27″ N, 8° 22′ 30″ O | Wassermühle Greife                         | Am Mühlenbach gelegenes eingeschossiges Mühlengebäude über L-förmigem Grundriss, Fachwerkbau über Bruchsteinkeller, ehemalige Querdurchfahrt, Satteldächer, errichtet wohl um 1820 als Mahlmühle, 1834 um eine kleine Bokemühle erweitert. | 35532641 | BW             |
| Sehlingdorfer Straße 41 52° 15′ 24″ N, 8° 22′ 21″ O | Hof Greife (Wohn-/ Wirtschaftsgebäude)     | In der Hofanlage gelegener Vierständerbau, Kammerfach mit hohem Aufsprung und rechtsseitig mit schmaler Erweiterung, Fachwerk mit verputzten Gefachen, Satteldach, errichtet 1912 (i). | 35535824 | BW             |
| Sehlingdorfer Straße 45 52° 15′ 31″ N, 8° 22′ 18″ O | Hof Schlüter (Wohn-/ Wirtschaftsgebäude)   | Abseits der Straße gelegener Vierständerbau mit vollständig erhaltenem Innengerüst, Kammerfach, Satteldach, errichtet 1840 (i). Kammerfach und Flett zu Wohnzwecken ausgebaut. Nordwestlich ein nachträglicher Stallanbau direkt am Wirtschaftsgiebel anschließend, aufgrund der Geländetopographie mit hohem Bruchsteinsockel, Fachwerk mit verputzten Gefachen und Toreinfahrt nordöstlich, Nordwestgiebel massiv ersetzt, Satteldach. | 35535795 | BW             |
| Stuckenbergstraße 20 52° 14′ 36″ N, 8° 23′ 15″ O    | Wohn-/ Wirtschaftsgebäude                  | Südlich des Mühlenbachs 1860 errichtetes hallenhausähnliches Gebäude in Bruchstein mit querangebauten Kammern links und rechts der Hauptfassade im Norden. Fenster und Türumrandungen aufgeputzt, zum Teil in Haustein. | 35543305 | BW             |
| Stüvestraße 40 52° 14′ 32″ N, 8° 24′ 39″ O          | Heuerhaus zu Hof Meyer zu Tittingdorf      | Giebelständiges Wohn-/Wirtschaftsgebäude mit Querdiele, massiver Bruchsteinbau, Fenster- und Türumrandungen sowie Gesimse mit Ziegelmauerwerk, Satteldach, errichtet um 1860. | 35532379 | BW             |
| Stüvestraße 40 52° 14′ 33″ N, 8° 24′ 37″ O          | Mühle zu Hof Meyer zu Tittingdorf          | Nordwestlich des Heuerhauses, am Suttbach gelegenes zweigeschossiger massiver Bruchsteinbau, Fenster- und Türumrandungen sowie Gesimse mit Ziegelmauerwerk, Satteldach, errichtet um 1860. Die Mühlentechnik ist nicht erhalten. | 35532402 | BW             |
| Stüvestraße 71 52° 13′ 49″ N, 8° 25′ 36″ O          | Wohn-/ Wirtschaftsgebäude                  | | 35543325 | BW             |
| Sunderbrook 52° 15′ 7″ N, 8° 23′ 26″ O              | Jüdischer Friedhof Buer                    | Der jüdische Friedhof liegt nordwestlich von Buer, westlich des Ilse-Losa-Wegs, in freier Landschaft, umgeben von Ackerflächen. Der 692 m² große (Krachtowill-Gertich/Naujoks 2005, S. 380) Begräbnisplatz mit trapezförmiger Grundfläche ist mit Buchen, Rubinien und Eiben bestanden und mit einer Weißhornhecke eingefriedet. Die Grabsteine sind in sechs Reihen angeordnet. Der Zugang zum Friedhof erfolgt von Süden über die neue Eingangspforte, die aus zwei Ziegelpfeilern mit eingelassenen Sandsteintafeln und handgeschmiedeten Flügeln besteht. (Ropers 2012). Der älteste der 47 erhaltenen Grabsteine stammt aus dem Jahr 1851. Die letzte Beisetzung fand 1981 statt. | 35531484 | Weitere Bilder |
| Weidestraße 18 52° 15′ 2″ N, 8° 22′ 40″ O           | Heuerhaus                                  | | 35543258 | BW             |

### Hof Meyer zum Wischen
| Lage                                           | Bezeichnung               | Beschreibung | ID       | Bild |
| ---------------------------------------------- | ------------------------- | --- | -------- | ---- |
| Bulstener Straße 26 52° 14′ 13″ N, 8° 26′ 9″ O | Wohn-/ Wirtschaftsgebäude | Nördlich der kleinen Hofanlage gelegener Zweiständerbau, Kammerfach, Ständerreihen mit Kopfbändern erhalten, Wirtschaftsgiebel dreimal vorkragend, Wohngiebel verputzt, Satteldach, errichtet 1785 von Zimmermeister Peter Heinrich Engelmann. Östliche Traufseite mit nachträglichen Anbauten, unter anderem kleiner, verputzter Stallanbau mit Satteldach. | 35532709 | BW   |
| Bulstener Straße 28 52° 14′ 13″ N, 8° 26′ 4″ O | Mühlengebäude             | Nordwestlich der kleinen Hofanlage gelegene Mühle, Wandständerbau, Fachwerk mit verputzten Gefachen, Ständer mit geschwungenen Kopfbändern, Wirtschaftsgiebel teils verputzt, Satteldach mit Ladeluke nordöstlich, errichtet 1800 (i). Die Mahlkammer teils noch erhalten. Südwestliche Traufseite mit verputztem Stallanbau mit Satteldach.                 | 35531407 | BW   |
| Bulstener Straße 28 52° 14′ 15″ N, 8° 26′ 5″ O | Mühlenteich               | Nordöstlich der Mühle gelegener Mühlenteich, angelegt wohl zusammen mit der Mühle im 18. Jh. | 35532761 | BW   |
| Bulstener Straße 28 52° 14′ 13″ N, 8° 26′ 3″ O | Mühlenstau                | An der Mühle gelegenes Mühlenstau mit Resten des Mühlengrabens, angelegt zusammen mit der Mühle. | 35532901 | BW   |
| Bulstener Straße 30 52° 14′ 12″ N, 8° 26′ 7″ O | Wohn-/ Wirtschaftsgebäude | Den kleinen Wirtschaftshof nach Norden begrenzendes Gebäude, 1916 (i) nach Brand in Form eines Vierständerbaus mit Ziegelaußenwänden und Krüppelwalmdach neu errichtet. Im Äußeren und Innern weitgehend unverändert erhalten. | 35532734 | BW   |
| Bulstener Straße 30 52° 14′ 11″ N, 8° 26′ 5″ O | Wirtschaftsgebäude        | An das Wohn-/Wirtschaftsgebäude anschließendes Wirtschaftsgebäude, massiver Ziegelbau über L-förmigem Grundriss, Satteldach mit mehreren Ladeluken, errichtet wohl um 1900. | 35532685 | BW   |
| Bulstener Straße 30 52° 14′ 11″ N, 8° 26′ 7″ O | Scheune                   | Im Süden des Hofes gelegener massiver Bruchsteinbau, eine Querdurchfahrt, Satteldach, errichtet 1920 (i). | 35531382 | BW   |

## Gesmold
| Lage                                                      | Bezeichnung                                 | Beschreibung | ID       | Bild           |
| --------------------------------------------------------- | ------------------------------------------- | --- | -------- | -------------- |
| Allendorfer Straße/Uphöfer Weg 52° 11′ 50″ N, 8° 15′ 9″ O | Wegekapelle                                 | Westlich der Straße gelegener kleiner Bruchsteinbau, verputzt, teils mit Quaderimitation, rundbogige Öffnung mit Werksteineinfassung, Satteldach, errichtet um 1826 (i). | 35533822 | BW             |
| Allendorfer Straße 16 52° 12′ 2″ N, 8° 18′ 25″ O          | Hof Lindemann (Wohn-/ Wirtschaftsgebäude)   | In der Hofanlage gelegener Vierständerbau, Kammerfach mit Aufsprung und beidseitig jeweils erweitert, Fachwerk mit verputzten Gefachen, Wirtschaftsgiebel dreimal vorkragend, Wohngiebel zweimal vorkragend, Satteldach, errichtet 1823 (i). | 35534238 | BW             |
| Allendorfer Straße 16 52° 12′ 1″ N, 8° 18′ 27″ O          | Hof Lindemann (Maschinenhalle)              | Den Wirtschaftshof nach Osten begrenzender massiver Ziegelbau mit Quereinfahrten, Satteldach, errichtet in der ersten Hälfte des 20. Jh. | 35534539 | BW             |
| Allendorfer Straße 16 52° 12′ 2″ N, 8° 18′ 26″ O          | Hof Lindemann (Stall)                       | Nordöstlich und außerhalb des Wirtschaftshofes gelegener langgestreckter massiver Putzbau, Satteldach mit Ladeluken beidseitig mittig, errichtet in der ersten Hälfte des 20. Jh. | 35534652 | BW             |
| Allendorfer Straße 66 52° 11′ 23″ N, 8° 14′ 15″ O         | Heuerhaus Meyerhof                          | | 35542683 | BW             |
| Allendorfer Straße 66 52° 11′ 24″ N, 8° 14′ 14″ O         | Klause Meyerhof                             | | 35542704 | BW             |
| Ausbergerweg 7 52° 11′ 37″ N, 8° 14′ 22″ O                | Hof Eversmann (Wohn-/ Wirtschaftsgebäude)   | In der Hofanlage gelegener Bruchsteinbau mit hallenhausähnlichem Raumgefüge, Kammerfach mit Erweiterungen und verputzt, Satteldach, errichtet 1903 (i). | 35534262 | BW             |
| Ausbergerweg 7 52° 11′ 36″ N, 8° 14′ 22″ O                | Hof Eversmann (Scheune)                     | Im Süden der Hofanlage gelegener Bruchsteinbau mit Ziegelgliederung, mittige Längsdurchfahrt, Satteldach, errichtet um 1900/05. Auch mit Stallnutzung. | 35534450 | BW             |
| Ausbergerweg 7 52° 11′ 38″ N, 8° 14′ 21″ O                | Hof Eversmann (Speicher)                    | Im Norden der Hofanlage gelegener, zweigeschossiger Fachwerkbau mit massivem EG und hofseitigem Giebel, Satteldach, errichtet um 1860. | 35534676 | BW             |
| Ausbergerweg 7 52° 11′ 38″ N, 8° 14′ 22″ O                | Hof Eversmann (Kruzifix)                    | Im Norden der Hofanlage gelegenes Kruzifix, massives Podest aus Bruchsteinmauerwerk, hölzernes Kreuz mit einfacher Verdachung, farbig gefasster Korpus, aufgestellt um 1900. | 49765627 | BW             |
| Ausbergerweg 10 52° 11′ 42″ N, 8° 14′ 16″ O               | Hof Menke (Speicher)                        | Zweigeschossiger Wandständerbau mit geschwungenen Kopfbändern zur Ständerinnenseite, vorkragendem zweiten Stock und Rückgiebel zusätzlich in Kehlbalkenhöhe, profilierte Knaggen, Fachwerk mit Bruchsteinausmauerung, Satteldach, errichtet 1781 (i). | 35533760 | BW             |
| Burrelsmannweg 9 52° 12′ 9″ N, 8° 14′ 56″ O               | Hof Burrelsmann (Wohn-/ Wirtschaftsgebäude) | In der Hofanlage gelegener Vierständerbau, Kammerfach mit Aufsprung und beidseitig mit nachträglicher Erweiterung, traufseitig teils profilierte Knaggen zum Außenrähm, Fachwerk mit verputzten Gefachen, im Wohnbereich teils massiv ersetzt und flächig verputzt, Satteldach, errichtet im Kern laut Inschrift bereits 1774 oder 1777, 1814 wohl verändert. | 35534284 | BW             |
| Burrelsmannweg 9 52° 12′ 9″ N, 8° 14′ 54″ O               | Hof Burrelsmann (Stall)                     | Westlich des Wohn-/Wirtschaftsgebäudes gelegener, massiver Bruchsteinbau mt Ziegelgliederung, Satteldach, errichtet um 1890. | 35534699 | BW             |
| Burrelsmannweg 9 52° 12′ 10″ N, 8° 14′ 57″ O              | Hof Burrelsmann (Speicher)                  | Nordöstlich des Wohn-/Wirtschaftsgebäudes gelegener zweigeschossiger massiver Bruchsteinbau mit Werksteingliederung, Satteldach, errichtet 1826 (i). | 35534585 | BW             |
| Burrelsmannweg 9 52° 12′ 8″ N, 8° 14′ 57″ O               | Hof Burrelsmann (Scheune)                   | Den Wirtschaftshof nach Osten abschließender Fachwerkbau mit verputzten Gefachen, außermittige Längseinfahrt sowie eine Quereinfahrt nördlich, Satteldach, errichtet 1824 (i). | 35534472 | BW             |
| Freienhagen 3 52° 12′ 38″ N, 8° 16′ 22″ O                 | St. Petrus (Kirche)                         | Westlich der Straße gelegene klassizistische Kirche, als zwölfeckiger Zentralbau mit anschließendem Westturm auf quadratischem Grundriss, in den Obergeschossen oktogonal. Putzbau mit Werksteingliederung, Biforienfenstern und Zeltdach, errichtet 1835–38 nach Plänen von Emanuel Bruno Quaet-Faslem. Der Innenraum mehrfach überformt, darunter das Kuppelgewölbe mit veränderter Säulenordnung und späthistoristischer Ausgemalung von 1881.                                                                                  | 35535182 | Weitere Bilder |
| Freienhagen 3 52° 12′ 37″ N, 8° 16′ 18″ O                 | St. Petrus (Friedhof)                       | Im Zentrum der dorfähnlichen Ansiedlung gelegener Friedhof der katholischen Kirche St. Petrus, mit Wegeachse zur Kirche im Südosten, historischen Grabsteinen, Kriegerdenkmal und erhaltener Bruchsteineinfriedung. Im Norden eine moderne Friedhofskapelle von um 1965. | 35537266 |                |
| Gesmolder Straße 52° 12′ 36″ N, 8° 16′ 23″ O              | Femelinde                                   | Südlich des Friedhofes, an der Straßenkreuzung der Gesmolder Straße / Zur Femlinde gelegene, kleine Grünanlage, mit sogenannter Femelinde und Bruchsteineinfriedung, zurückgehend auf einen alten Tieplatz. | 35535953 | BW             |
| Gesmolder Straße 193 52° 12′ 35″ N, 8° 16′ 22″ O          | Gasthaus Kellersmann                        | Traufständiges, zweigeschossiger massiver Putzbau, straßenseitig mit quaderimmitierendem Putz, Eckquaderung, profilierten Gesimsen, Segmentbogenöffnungen, mittiger Zugang, ursprünglich mit zweiläufiger Freitreppe, Satteldach errichtet 1880 (i). Die historische Substanz im Innern durch Modernisierung erheblich verändert. Rückwärtig (südlich) ein massiver, zweigeschossiger Anbau in Bruchstein- bzw. Ziegelbauweise, Satteldach.                                                                                        | 35536041 | BW             |
| Holter Weg 5 52° 12′ 31″ N, 8° 14′ 24″ O                  | Wegekapelle                                 | Kleiner verputzter Bruchsteinbau, Giebeldreieck mit Inschriftkartusche, Satteldach auf hölzernen Säulen mit Kompositkapillen ruhend, errichtet 1860 (i). | 35533801 | BW             |
| Hörstenweg 52° 12′ 50″ N, 8° 16′ 0″ O                     | Kruzifix                                    | Nördlich der Straße gelegenes massives Kruzifix, schlichte Kreuzform, massiver Bruchsteinsockel und niedrige Einfriedung mit vorgelegter Treppe, aufgestellt um 1932. | 35535975 | BW             |
| Moorkämpen 25 52° 12′ 12″ N, 8° 15′ 48″ O                 | Hof Mormann (Wohn-/ Wirtschaftsgebäude)     | Giebelständiger verputzter Bruchsteinbau mit hallenhausähnlichem Raumgefüge, Wandgliederung mit Werksteinen, darunter Eckrustizierungen, Satteldach, errichtet 1883 (i) von Friedrich und Maria Mormann. | 35535996 | BW             |
| Moorkämpen 25 52° 12′ 11″ N, 8° 15′ 47″ O                 | Hof Mormann (Scheune)                       | Westlich und quer zum Wohn-/Wirtschaftsgebäudes gelegener Fachwerkbau über T-förmigem Grundriss mit verputzten Gefachen, südlich ein Stallanbau aus Bruchsteinmauerwerk, Satteldächer, errichtet 1863 (i). | 35536019 | BW             |
| Schloßallee 5 52° 12′ 57″ N, 8° 16′ 44″ O                 | Schloß Gesmold                              | Auf der Schlossinsel gelegenes Schloss mit Innenhof, mächtigem Donjon als dreigeschossigen Wohnturm über quadratischem Grundriss, mächtigen Außenmauern, Mauerschlitzen sowie Kreuzgratgewölbe im Keller, zweigeschossigen Nord- und Ostflügel von 1544 mit Durchfahrt von der Brücke des Wassergrabens, Resten kleinteiliger Stabwerk-Ornamenten sowie Ausbau zur vierseitigen Anlage im 17. Jahrhundert durch die hohen Mauern, die einen Innenhof umschließen. Im Inneren das Treppenhaus sowie Fayence-Öfen von 1771 erhalten. | 35536106 | Weitere Bilder |
| Schloßallee 5 52° 13′ 7″ N, 8° 16′ 45″ O                  | Schloß Gesmold (Park)                       | | 35535237 | Weitere Bilder |
| Schloßallee 24 52° 13′ 59″ N, 8° 17′ 6″ O                 | Schloß Gesmold (Pavillon)                   | Am Nordrand des Gesmolder Schlossparks und am Ende einer sternförmigen Wegestruktur gelegener, zweigeschossiger Pavillon als Belvedere, massiver Putzbau mit Werksteingliederung, südlich mit zweiläufiger Treppe, Pyramidendach, errichtet 1684 als Teehaus, 1739 (i) um ein Stockwerk erhöht. | 35536063 | BW             |
| Üdinghauser Straße 10 52° 13′ 11″ N, 8° 14′ 14″ O         | Hof Lange (Scheune)                         | Im Süden der Hofanlage gelegener Wandständerbau mit anderthalbgeschossig abgezimmertem Giebel, Wände in Fachwerk mit verputzten Bruchsteinausmauerungen, Querdiele, rückwärtiges Tor, nachträgliche Querdurchfahrt, Satteldach, errichtet 1871 (i) von den Eheleuten Bernhard Anton Lange und Maria Elisabeth Lange. | 35545058 | BW             |
| Warringhofer Straße 45 52° 13′ 14″ N, 8° 15′ 6″ O         | Hof Kemna (Wohn-/ Wirtschaftsgebäude)       | Vierständerbau mit massiven Bruchsteinaußenwänden, Öffnungen mit scharrierter Rahmung, Krüppelwalmdach, errichtet 1838 (i) von den Eheleuten Kemna und Rietmann. | 35545036 | BW             |
| Warringhofer Straße 45 52° 13′ 13″ N, 8° 15′ 5″ O         | Hof Kemna (Scheune)                         | Den Wirtschaftshof nach Südwesten begrenzender Fachwerkbau über L-förmigem Grundriss, mit teils verputzten Bruchsteinausmauerungen, außermittiger Längsdurchfahrt und nachträgliche Querdurchfahrt, Krüppelwalmdach, errichtet 1801 (i) von den Eheleuten Johann Conrad Kemna und Clara Maria Klokenbrinks. Nördlich der Gebäudeflügel als Bruchsteinbau ausgeführt. | 35545121 | BW             |
| Warringhofer Straße 45 52° 13′ 15″ N, 8° 15′ 5″ O         | Hof Kemna (Stall)                           | Westlich des Haupthauses liegt firstparallel der Stall, Bruchsteinbau, Öffnungen mit Haustein- bzw. Ziegelrahmungen, Satteldach, errichtet um 1910. | 35545143 | BW             |
| Warringhofer Straße 45 52° 13′ 13″ N, 8° 15′ 7″ O         | Hof Kemna (Speicher)                        | Den Wirtschaftshof nach Osten abschließender, zweigeschossiger Wandständerbau, Geschossbalken eingezapft, kurze profilierte Kopfbänder, Eckfelder mit innengeneigten langen Fußstreben, Krüppelwalmdach, errichtet 1825 (i) von den Eheleuten Johann Conrad Kemna und Catharina Elisabeth Alffermanns. Östliche Traufseite zwischenzeitlich mit kübbungsähnlichem Anbau. | 35545165 | BW             |
| Wennigser Ring 52° 12′ 11″ N, 8° 16′ 59″ O                | Heiligenhäuschen                            | Südlich der Straße in einer niedrigumfriedeten kleinen Grünanlage gelegene Wegekapelle, Werksteinbau mit neogotischen Stilelementen, 3/8 Schluss, gestufte Strebepfeiler, umlaufendes Kranzgesims, Maßwerkfenster, krabbenbesetzer Dreiecksgiebel, errichtet 1895 (i). Im Inneren Rippengewölbe. | 35543592 | BW             |
| Wennigser Ring 20 52° 12′ 19″ N, 8° 16′ 57″ O             | Wohn-/ Wirtschaftsgebäude                   | Westlich der Straße gelegener Zweiständerbau, Kammerfach mit Aufsprung und nachträglicher beidseitiger Erweiterung, Wirtschaftsgiebel zweimal vorkragend, Traufseiten mit kleinen profilierten Knaggen, Fachwerk mit verputzten Bruchsteinausmauerungen, Satteldach, errichtet 1776 (i). | 35543551 | BW             |
| Wennigser Ring 28 52° 12′ 14″ N, 8° 17′ 10″ O             | Klause                                      | Kleine Wegekapelle, Werksteinbau mit neoromanischen Stilelementen, Rundbogenöffnungen, Pilastergliederung, Eckbetonung mit eingestellten Säulen, Satteldach, errichtet Ende des 19. Jh. | 35543571 | BW             |
| Westberghöfen 25 52° 12′ 26″ N, 8° 15′ 57″ O              | Wegekreuz                                   | Auf einer kleinen Verkehrsinsel, östlich einer Hofanlage gelegenes, massives Wegekreuz mit Postament mit Kruzifix, ursprünglich mit Bruchsteinmauer und filigranem Geländer niedrig umfriedet. | 35536085 | BW             |
| Zur Femlinde 17 52° 12′ 43″ N, 8° 16′ 23″ O               | Heiligenhäuschen                            | An der Straße gelegene, kleine Wegekapelle, Werksteinbau, straßenseitig mit rundbogiger, nischenartiger Öffnung, Kruzifix und Dreieckgiebel, flankiert von Pfeilern mit Diensten, aufgestellt um 1890. | 35535899 | BW             |
| Zur Femlinde 23 52° 12′ 46″ N, 8° 16′ 21″ O               | Heiligenhäuschen                            | An der Straße gelegene Wegekapelle, Bruchsteinbau mit quaderimitierendem Putz, Satteldach giebelseitig auf korinthischen Säulen ruhend, traufseitig kleine Spitzbogenfenster, aufgestellt um 1870/80. Im Inneren unter anderem ein Kruzifix. | 35535878 | BW             |

## Neuenkirchen
| Lage                                                   | Bezeichnung                                  | Beschreibung | ID       | Bild           |
| ------------------------------------------------------ | -------------------------------------------- | --- | -------- | -------------- |
| Alte Bielefelder Straße 7 52° 8′ 14″ N, 8° 23′ 27″ O   | Wohnhaus                                     | Wohnhaus, errichtet um 1885 (kurz nach dem großen Brand 1883). Das Gebäude ist zum Kirchplatz giebelständig ausgerichtet. Es handelt sich um einen zweigeschossigen, voll unterkellerten Massivbau mit Satteldach und Ziegeldeckung. Über dem Natursteinsockel sind die straßenseitigen Fassaden (Nord, West) aufwändig verputzt und mit Fensterrahmungen und Gesimsen ausgestattet. Der Hauseingang im Westen trägt einen Giebel. | 35540530 |                |
| Alte Bielefelder Straße 10 52° 8′ 14″ N, 8° 23′ 24″ O  | Wohnhaus                                     | Giebelständiger, zweigeschossiger, straßenseitig verputzter Massivbau mit Satteldach und Ziegeldeckung. | 35540593 |                |
| Alte Bielefelder Straße 12 52° 8′ 14″ N, 8° 23′ 25″ O  | Wohn-/Geschäftshaus                          | Errichtet um 1890 als Wohnhaus: An der Straßenseite aufwändig verputzter, giebelständiger Massivbau mit zwei Geschossen und Satteldach mit Ziegeldeckung. Symmetrisch gestaltete Fassade mt Eck- und Erdgeschossquaderung. Die gequaderten Lisenen tragen einen Stuckgiebel und begleiten den in der Mitte liegenden Eingang. | 35540572 |                |
| Alte Bielefelder Straße 14 52° 8′ 14″ N, 8° 23′ 26″ O  | Gasthaus                                     | Ehemalige um 1900 errichtete Gaststätte, deren Gasträume man über den nördlichen Eingang betrat. Der eingeschossige Backsteinbau verfügt über ein ausgebautes Mansarddach mit Ziegeldeckung. Der nördliche und südliche Giebel sind zweigeschossig ausgebildet, das Dach wurde dabei abgewalmt. Das Gebäude ist unterkellert mit einem hohem Natursteinsockel, die Fassaden verfügen über Backsteinziersetzungen und segmentbogenförmigen Öffnungen. Der südliche Gebäudeteil war der frühere Wirtschaftsteil mit großer Einfahrt und einer Ladeluke im Dachgeschoss sowie zwei Zwerchhäusern an der östlichen Traufseite. | 35540551 |                |
| An der Kirche 1 52° 8′ 15″ N, 8° 23′ 23″ O             | Wohn-/ Geschäftshaus                         | Das Wohn- und Geschäftshaus wurde um 1890 erbaut. Ein Teil der Innenausstattung ist im Original erhalten. Der zum Kirchplatz traufständige, zweigeschossige Massivbau mit Satteldach/Ziegeldeckung ist an der Straßenecke abgeschrägt. Dieser Teil der Fassade wurde mit einem eigenem Satteldach überdeckt. Die verputzten Fassaden sind schlicht gestaltet. Sie verfügen über segmentbogenförmige Öffnungen und ein Gesimsband. | 35540794 |                |
| An der Kirche 2 52° 8′ 15″ N, 8° 23′ 26″ O             | Christophoruskirche                          | Die 1887/88 erbaute, neugotische Hallenkirche aus hellen Sandsteinquadern steht im Zentrum des Ortes. Der Westturm von 1876/1908 verfügt über einen metallgedecktem Helm. Hauptbau mit fünfseitigem Chorabschluss unter mit Schiefer gedecktem Satteldach, über den Seitenschiffen Querdächer mit Walm. Hervortretende Strebepfeiler gliedern die Fassade. Die zweigeschossige Fenstergliederung am Schiff weist kleine Dreipassfenster unten sowie große zweibahnige Spitzbogenfenster oben aus. Im Innenraum wird das Tragwerk mittels Kreuzgratgewölbe gebildet. Es gibt eine dreiseitige Sandsteinempore, auf der mittleren ist die Orgel angeordnet. Die verzierten Bodenfliesen im Chorraum sind erhalten, ebenso mehrere durch Spenden finanzierte Buntglasfenster. Die unteren Geschosse des Turmes gehören zum altesten Bestand. Sie waren nach einem Blitzeinschlag im Jahr 1876 erneuert worden, bevor 1883 bei einem Großbrand das alte Kirchenschiff zerstört wurde. In den Jahren 1885–87 entstand der Neubau inkl. der erhaltenen Ausstattung nach dem Entwurf des Bielefelder Architekten Alexander Trappen. Bauleiter war der Architekt Eduard Wendebourg aus Hannover. Der Turm wurde im Jahr 1887 mit einem flachen Dach geschlossen und 1908 mit Glockengeschoss und dem Turmhelm ergänzt. Vor dem Altar liegt die ältere Gruft der Patronatsherren von Haus Königsbrück, die nach dem Brand entdeckt und wieder verschlossen wurde. | 35540371 | Weitere Bilder |
| An der Kirche 3 52° 8′ 16″ N, 8° 23′ 23″ O             | Wohn-/ Geschäftshaus                         | Ehemaliges Wohnhaus, erbaut um 1885 nach dem großen Brand, später wurde das Erdgeschoss als Apotheke genutzt. Der zweigeschossige Massivbau verfügt über ein schiefergedecktes Berliner Dach. Die verputze Fassade ist mit Eckquaderungen und Fensterfaschen ausgestattet, vor der Veränderung des Erdgeschosses war die Fassade symmetrisch aufgebaut. Eine Rampe und eine Treppe vermitteln zwischen den Eingängen und dem stark abfallenden Gelände der Straße um den Kirchhof. | 35540773 |                |
| An der Kirche 5 52° 8′ 16″ N, 8° 23′ 24″ O             | Gasthaus                                     | Gasthof, erbaut nach dem großen Brand 1883. Der Bau liegt traufständisch zum Kirchplatz. Der zweigeschossige Massivbau mit Satteldach und Ziegeldeckung verfügt über einen hohen Natursteinsockel. Die verputzten Fassaden wurden mit Eckquaderung, Gesims und Brüstungsband, Fensterfaschen sowie Trauf- und Ortgangsgesimsgegliedert. | 35540815 |                |
| An der Kirche 7 52° 8′ 16″ N, 8° 23′ 25″ O             | Wohn-/ Geschäftshaus                         | Um 1890 erbautes Wohn- und Geschäftshaus. Zum ehemaligen Kirchhof traufständiger, zweigeschossiger Backsteinbau mit Satteldach/Ziegeldeckung sowie Natursteinsockel. Die Fassaden sind schlicht und sind mit umlaufenden Gesimsbändern gegliedert. Die Fassade ist heute verputzt. | 35540446 |                |
| An der Kirche 9 52° 8′ 16″ N, 8° 23′ 27″ O             | Wohnhaus                                     | Nordöstlich der Christophoruskirche steht das Gebäude des ehemaligen Pastorates. Der Anfang des 18. Jahrhunderts errichtete Vorgängerbau wurde bei dem großen Brand am 18. Mai 1883 zerstört. Den eingeschossigen Nachfolgebau errichtete man als Massivbau auf bestehenden Fundamenten als Pastorenhaus und Schule. Der zum Kirchplatz ausgerichtete, achsensymmetrisch angelegte Giebel verfügt über ein Satteldach mit Drempel. In der Spitze der Putzfassade liegt ein Rundfenster. Der mittige Hauseingang liegt tief hinter der Fassade und ist über zwei Stufen zu erreichen. | 35540467 |                |
| An der Kirche 11 52° 8′ 16″ N, 8° 23′ 28″ O            | Wohnhaus                                     | Zweigeschossiger Backsteinbau mit Satteldach in Ziegeldeckung, Giebelständig zum Kirchplatz ausgerichtet. | 35540488 |                |
| An der Kirche 13 52° 8′ 15″ N, 8° 23′ 27″ O            | Wohn-/ Geschäftshaus                         | Das Wohn- und Geschäftshaus wurde nach dem großen Brand 1883 um 1885 errichtet. Der traufständige, zweigeschossige Backsteinbau wurde mit einem flachen Walmdach in Schieferdeckung überdacht. Das Haus ist voll unterkellert und verfügt über einen hohem Natursteinsockel. Die West- und Südfassade wurden verputzt und mit aufwändig gestalteten Fensterfassungen, Gesimsbändern und Brüstungszonenausgestattet. Die Straßenecke (Südwestecke) ist abgeschrägt und im Obergeschoss mit einem Putzornament versehen. Der Eingang an der Westfassade liegt nicht in Fassadenmitte. Er tritt gegenüber der Fassade zurück und ist über Stufen erreichbar. | 35540509 |                |
| Arrode 15a 52° 6′ 52″ N, 8° 24′ 8″ O                   | Wohn-/ Wirtschaftsgebäude                    | | 35544016 | BW             |
| Bielefelder Straße 47 52° 7′ 52″ N, 8° 23′ 30″ O       | Kotten                                       | | 35540639 | BW             |
| Bielefelder Straße 63 52° 7′ 36″ N, 8° 24′ 1″ O        | Wohn-/ Wirtschaftsgebäude                    | | 35543871 | BW             |
| Borghofstraße 10 52° 7′ 41″ N, 8° 21′ 26″ O            | Hof Borgmeyer (Heuerhaus)                    | | 35536344 | BW             |
| Borgholzhausener Straße 125 52° 9′ 23″ N, 8° 20′ 5″ O  | Hof Johanning (Speicher)                     | Im Süden der ehemaligen Hofanlage gelegener zweistöckiger Fachwerkbau mit verputzten Gefachen, hofseitig der obere Stock über profilierten Knaggen und Balkenstummeln vorkragend, Giebel jeweils flach vorkragend, Satteldach, errichtet 1717 (i). | 35533366 | BW             |
| Borgholzhausener Straße 150 52° 8′ 25″ N, 8° 19′ 46″ O | Wohn-/ Wirtschaftsgebäude                    | | 35536237 | BW             |
| Borgholzhausener Straße 170 52° 7′ 47″ N, 8° 19′ 18″ O | Haupthaus                                    | | 35534954 | BW             |
| Borgholzhausener Straße 170 52° 7′ 48″ N, 8° 19′ 16″ O | Speicher                                     | | 35537683 | BW             |
| Borgholzhausener Straße 170 52° 7′ 47″ N, 8° 19′ 17″ O | Speicher                                     | | 35537526 | BW             |
| Borgholzhausener Straße 172 52° 7′ 46″ N, 8° 19′ 18″ O | Heuerhaus                                    | | 35536192 | BW             |
| Borgholzhausener Straße 173 52° 8′ 7″ N, 8° 19′ 37″ O  | Heuerhaus                                    | | 35536216 | BW             |
| Böhmerheideweg 12 52° 9′ 42″ N, 8° 23′ 56″ O           | Heuerhaus                                    | | 35542011 | BW             |
| Eschstraße 5 52° 9′ 49″ N, 8° 24′ 24″ O                | Wohn-/ Wirtschaftsgebäude                    | Stattliches Hallenhaus als massiver Ziegelbau, segmentbogige Öffnungen, Dielentor mit Korbbogen und Sandsteinrahmung, dreiseitiges Ziegelgesims, Satteldach, errichtet 1868 (i). | 35534044 | BW             |
| Gerdener Str. 15 52° 8′ 47″ N, 8° 22′ 55″ O            | Hof Schütte-Windmann (Haupthaus)             | | 35541154 | BW             |
| Gerdener Str. 15 52° 8′ 47″ N, 8° 22′ 56″ O            | Hof Schütte-Windmann (Stall)                 | | 35541350 | BW             |
| Gerdener Str. 15 52° 8′ 45″ N, 8° 22′ 56″ O            | Hof Schütte-Windmann (Scheune)               | | 35541418 | BW             |
| Gerdener Str. 33 52° 9′ 10″ N, 8° 22′ 32″ O            | Haupthaus                                    | | 35534976 | BW             |
| Gerdener Str. 33 52° 9′ 10″ N, 8° 22′ 33″ O            | Stallanbau                                   | | 35537392 | BW             |
| Gerdener Str. 33 52° 9′ 10″ N, 8° 22′ 33″ O            | Speicher                                     | | 35537548 | BW             |
| Gerdener Str. 33 52° 9′ 8″ N, 8° 22′ 32″ O             | Wagenschauer                                 | | 35537705 | BW             |
| Groß-Schiplager-Weg 8 52° 9′ 26″ N, 8° 25′ 37″ O       | Heuerhaus                                    | | 35543805 | BW             |
| Gut Warmenau 52° 9′ 8″ N, 8° 26′ 43″ O                 | Gut Warmenau (Gutshaus)                      | | 35542985 | Weitere Bilder |
| Gut Warmenau 52° 9′ 8″ N, 8° 26′ 46″ O                 | Gut Warmenau (Scheune)                       | | 35543008 | Weitere Bilder |
| Gut Warmenau 52° 9′ 9″ N, 8° 26′ 47″ O                 | Gut Warmenau (Stall)                         | | 35543031 | Weitere Bilder |
| Gut Warmenau 52° 9′ 9″ N, 8° 26′ 46″ O                 | Gut Warmenau (Torhaus)                       | | 35542962 | Weitere Bilder |
| Gut Warmenau 52° 9′ 7″ N, 8° 26′ 44″ O                 | Gut Warmenau (Graft)                         | | 35544761 | Weitere Bilder |
| Holterdorfer Straße 52° 7′ 56″ N, 8° 20′ 5″ O          | Brücke                                       | | 35536151 | BW             |
| Holterdorfer Straße 79 52° 7′ 51″ N, 8° 19′ 53″ O      | Schafstall                                   | | 35536171 | BW             |
| Horstmannshof 18 52° 8′ 15″ N, 8° 22′ 16″ O            | Wohn-/ Wirtschaftsgebäude                    | | 35536367 | BW             |
| Hördener Weg 10 52° 7′ 31″ N, 8° 21′ 57″ O             | Wohn-/ Wirtschaftsgebäude                    | | 35536322 | BW             |
| Im Regensiek 18 52° 7′ 11″ N, 8° 22′ 35″ O             | Heuerhaus                                    | | 35543995 | BW             |
| In dem Handfelde 4 52° 8′ 15″ N, 8° 18′ 15″ O          | Wohn-/ Wirtschaftsgebäude                    | | 35536973 | BW             |
| In dem Handfelde 4 52° 8′ 33″ N, 8° 18′ 15″ O          | Klause                                       | | 35536930 | BW             |
| Königsbrücker Weg 16 52° 7′ 57″ N, 8° 24′ 18″ O        | Schlossanlage                                | Schloss Königsbrück | 35540660 | Weitere Bilder |
| Lange Straße 71 52° 8′ 42″ N, 8° 24′ 45″ O             | Haupthaus                                    | | 35540349 | BW             |
| Lange Straße 71 52° 8′ 42″ N, 8° 24′ 47″ O             | Scheune                                      | | 35541464 | BW             |
| Lange Straße 71 52° 8′ 43″ N, 8° 24′ 46″ O             | Stall                                        | | 35541396 | BW             |
| Lange Straße 71 52° 8′ 42″ N, 8° 24′ 44″ O             | Speicher                                     | | 35541200 | BW             |
| Lange Straße 73 52° 8′ 43″ N, 8° 24′ 48″ O             | Heuerhaus                                    | | 35540730 | BW             |
| Lauheide 52° 8′ 45″ N, 8° 18′ 59″ O                    | Kruzifix                                     | | 35544481 | BW             |
| Lauheide 23 52° 8′ 53″ N, 8° 19′ 2″ O                  | Klause                                       | | 35544460 | BW             |
| Niedermühlenstraße 73 52° 8′ 3″ N, 8° 24′ 26″ O        | Niedermühle Königsbrück (Wirtschaftsgebäude) | | 35540705 | BW             |
| Niedermühlenstraße 75 52° 8′ 2″ N, 8° 24′ 29″ O        | Niedermühle Königsbrück (Mühlengebäude)      | | 35540680 | BW             |
| Niedermühlenstraße 75 52° 8′ 2″ N, 8° 24′ 29″ O        | Niedermühle Königsbrück (Mühlenwehr)         | | 35541300 | BW             |
| Niedermühlenstraße 75 52° 8′ 3″ N, 8° 24′ 30″ O        | Niedermühle Königsbrück (Wirtschaftsgebäude) | | 35541274 | BW             |
| Niedermühlenstraße 75 52° 8′ 2″ N, 8° 24′ 26″ O        | Niedermühle Königsbrück (Mühlenteich)        | | 38711515 | BW             |
| Ratsherrenstraße 122 52° 9′ 26″ N, 8° 26′ 3″ O         | Wohn-/ Wirtschaftsgebäude                    | | 35543634 | BW             |
| Ratsherrenstraße 122 52° 9′ 26″ N, 8° 26′ 5″ O         | Speicher                                     | | 35543657 | BW             |
| Ratsherrenstraße 122 52° 9′ 27″ N, 8° 26′ 5″ O         | Einfriedungsmauer                            | | 35544853 | BW             |
| Redecker Straße 47 52° 8′ 45″ N, 8° 22′ 4″ O           | Wohn-/ Wirtschaftsgebäude                    | | 35542052 | BW             |
| Redecker Straße 47 52° 8′ 46″ N, 8° 22′ 3″ O           | Scheune                                      | | 35542075 | BW             |
| Redecker Straße 48 52° 9′ 1″ N, 8° 22′ 16″ O           | Heuerhaus                                    | | 35542097 | BW             |
| Richterstraße 6 52° 8′ 19″ N, 8° 23′ 23″ O             | Wohn-/ Wirtschaftsgebäude                    | | 46694544 | BW             |
| Richterstraße 6 52° 8′ 19″ N, 8° 23′ 24″ O             | Scheune                                      | | 46694838 | BW             |
| Schlöheide 22 52° 7′ 33″ N, 8° 20′ 44″ O               | Wohn-/ Wirtschaftsgebäude                    | | 35536280 | BW             |
| St.-Annener-Straße 52° 9′ 11″ N, 8° 25′ 24″ O          | Kriegerdenkmal                               | | 35543785 | BW             |
| St.-Annener-Straße 102 52° 9′ 4″ N, 8° 25′ 51″ O       | Wohnhaus                                     | | 35543726 | BW             |
| St.-Annener-Straße 115 52° 9′ 4″ N, 8° 25′ 51″ O       | Gut Warmenau (Schafstall)                    | | 35543703 | BW             |
| Suttorfer Straße 9 52° 7′ 5″ N, 8° 24′ 8″ O            | Wohn-/ Wirtschaftsgebäude                    | | 35543953 | BW             |
| Suttorfer Straße 10 52° 7′ 4″ N, 8° 24′ 5″ O           | Wohn-/ Wirtschaftsgebäude                    | | 35543891 | BW             |
| Suttorfer Straße 14 52° 7′ 1″ N, 8° 24′ 1″ O           | Scheune                                      | | 35543911 | BW             |
| Suttorfer Straße 17 52° 7′ 0″ N, 8° 24′ 6″ O           | Haupthaus                                    | | 35543931 | BW             |
| Suttorfer Straße 17 52° 6′ 59″ N, 8° 24′ 5″ O          | Scheune                                      | | 35543169 | BW             |
| Suttorfer Straße 17 52° 7′ 0″ N, 8° 24′ 7″ O           | Stall                                        | | 35544969 | BW             |
| Suttorfer Straße 17 52° 7′ 0″ N, 8° 24′ 7″ O           | Stall                                        | | 35544924 | BW             |
| Talweg 7 52° 7′ 22″ N, 8° 22′ 40″ O                    | Heuerhaus                                    | | 35543974 | BW             |
| Violenstraße 16 52° 9′ 26″ N, 8° 21′ 15″ O             | Hof Niehaus (Wohn-/ Wirtschaftsgebäude)      | Traufständiger massiver Putzbau mit Querdiele, profiliertes Trauf- und Giebelgesims, Satteldach, errichtet um 1900. | 35533434 | BW             |
| Violenstraße 23 52° 9′ 28″ N, 8° 21′ 21″ O             | Hof Potthoff (Wohn-/ Wirtschaftsgebäude)     | Im Osten der kleinen Hofanlage gelegenes, traufständiger hallenhausähnlicher verputzter Massivbau, Wirtschaftsgiebel mit kleinen spitzbogigen Öffnungen, Satteldach, errichtet 1868 (i). | 35533455 | BW             |
| Wallenbrücker Straße 66 52° 9′ 19″ N, 8° 26′ 6″ O      | Wohn-/ Wirtschaftsgebäude                    | | 35543826 | BW             |
| Wallenbrücker Straße 66 52° 9′ 18″ N, 8° 26′ 6″ O      | Scheune                                      | | 35543849 | BW             |
| Zum Hainteich 27 52° 8′ 40″ N, 8° 22′ 28″ O            | Wohn-/ Wirtschaftsgebäude                    | | 35542032 | BW             |
| Zur Howe 13 52° 9′ 3″ N, 8° 25′ 41″ O                  | St. Anna                                     | | 35543191 | Weitere Bilder |
| Zur Howe 23 52° 9′ 2″ N, 8° 25′ 42″ O                  | Wohnhaus                                     | | 35543746 | BW             |
| Zur Howe 25 52° 9′ 2″ N, 8° 25′ 43″ O                  | Wohnhaus                                     | | 35543765 | BW             |

## Oldendorf
| Lage                                               | Bezeichnung                               | Beschreibung | ID       | Bild           |
| -------------------------------------------------- | ----------------------------------------- | --- | -------- | -------------- |
| Am Denkmal 52° 14′ 28″ N, 8° 19′ 2″ O              | Kriegerdenkmal                            | Von zwei kleinen Wegen begrenzt gelegenes Kriegerdenkmal, Naturstein, Postament mit Inschrift, Ecksäulen, abgeschlossen von Eisernem Kreuz, errichtet nach 1918 für die Gefallenen der Gemeinden Oldendorf, Föckinghausen und Ostenwalde. | 35542432 | BW             |
| Am Freibad 1 52° 14′ 22″ N, 8° 19′ 17″ O           | Wohnhaus                                  | Auf der Westseite des Kirchhofes gelegener ein- bis zweigeschossiger Putzbau, zweigeschossiger Wohnteil, mit Eckpilastern, Geschossgesims, Satteldach mit Zwerchhäusern beidseitig, und eingeschossiger Anbau mit Mansarddach nördlich über schiefwinkeligem Grundriss anschließend, errichtet um 1910 als Querdielenhaus. | 35542379 | BW             |
| Am Freibad 2 52° 14′ 22″ N, 8° 19′ 16″ O           | Hof Wiening (Heuerhaus)                   | Von der Straße leicht zurückgesetztes, giebelständiger Dreiständerbau, Kammerfach mit Aufsprung, Fachwerk ursprünglich mit Lehmstaktung, teils mit Bruchsteinausmauerung und verputzt, Satteldach, errichtet 1802 (i). | 35542181 | BW             |
| Am Freibad 9 52° 14′ 21″ N, 8° 19′ 20″ O           | Heuerhaus                                 | Im Süden des Kirchplatzes gelegener Dreiständerbau mit Kammerfach, Fachwerk mit verputzten Gefachen, traufseitig und Wohngiebel teilweise vollständig verputzt, Satteldach mit nachträglichen Gaupen, errichtet 1811 (i). Westliche Traufseite mit nachträglichem Anbau. Auch als Gemeindehaus genutzt. | 35542347 | BW             |
| Am Kreimerhof 14 52° 14′ 18″ N, 8° 19′ 17″ O       | Schule                                    | Traufständige Schule als dreiflügeliger Bau um einen hofähnlichen Vorplatz, eingeschossiger Sandsteinquaderbau, Wandgliederung mit Ecklisenen, Gesimsen und Segmentbogenöffnungen mit Ziegelumrandungen, Satteldächer, errichtet um 1890. | 35542161 | BW             |
| Am Kreimerhof 15 52° 14′ 18″ N, 8° 19′ 14″ O       | Hof Kreimer (Wohn-/ Wirtschaftsgebäude)   | Giebelständiger Vierständerbau, Kammerfach mit Aufsprung, Fachwerk mit verputzten Gefachen, Wirtschaftsgiebel mit profilierten Balkenköpfen und Traufen mit profilierten Füllhölzern, Satteldach, errichtet Ende des 18. Jh. | 35542141 | BW             |
| Dietrichsburg 52° 13′ 55″ N, 8° 21′ 6″ O           | Dietrichsburg                             | Viergeschossiger, quadratischer Aussichtsturm, neugotischer Bruchsteinbau mit Werksteingliederung, Ecklisenen, umlaufendes profiliertes Geschossgesims, spitzbogige Fensteröffnungen, Westportal mit Familienwappen der Bauherren von Fincke, Zinnenkranz, errichtet 1845 von Architekt Emanuel Bruno Quaet-Faslem. Nördlich und südlich jeweils ein eingeschossiger, dreiachsiger Flügel anschließend, Saal und weitere Räume aufnehmend, möglicherweise nach dem Turm entstanden und stilistisch angepasst. Wandgliederung durch Ecklisenen, Trauf- und Giebelgesimse, Spitzbogenöffnungen, Satteldächer. Bauzeitliche Ausstattung verloren und Innenräume zum Teil erhalten, zum Teil umgebaut oder überformt. | 35542325 | Weitere Bilder |
| Dietrichsburg 52° 13′ 56″ N, 8° 21′ 6″ O           | Nebengebäude                              | Nordöstlich des Aussichtsturms gelegenes kleines Nebengebäude, Bruchsteinbau, Satteldach, errichtet wohl um 1850. | 35541679 | Weitere Bilder |
| Essener Weg 40 52° 15′ 26″ N, 8° 19′ 50″ O         | Hof Dreeß (Wohn-/ Wirtschaftsgebäude)     | In der Hofanlage gelegener Zweiständerbau mit Unterrähmgefüge, aufgrund des Geländeversprungs mit hohem Kellergeschoss im Wohnteil, Kammerfach mit Aufsprung, Fachwerk mit verputzten Gefachen, traufseitig teils massiv ersetzt, Satteldach, errichtet 1808 (i). | 35541822 | BW             |
| Essener Weg 40 52° 15′ 26″ N, 8° 19′ 48″ O         | Hof Dreeß (Scheune)                       | Im Norden der Hofanlage gelegene Scheune mit Stallnutzung, Bruchsteinbau, hofseitig mit Fachwerk, Öffnungen mit Klinkerrahmung, Satteldach, errichtet wohl um 1900. | 35542874 | BW             |
| Essener Weg 40 52° 15′ 25″ N, 8° 19′ 49″ O         | Hof Dreeß (Speicher)                      | Im Süden der Hofanlage gelegener zweistöckiger Speicher, EG massiv aus Bruchsteinmauerwerk, OG in Fachwerk mit verputzten Gefachen, Satteldach, errichtet 1828 (i). | 35542830 | BW             |
| Heegstraße 10 52° 15′ 21″ N, 8° 21′ 17″ O          | Hof Elsmeyer (Wohn-/ Wirtschaftsgebäude)  | In einer kleinen, ehemaligen Hofanlage gelegener hallenhausähnlicher Putzbau mit Eckquaderung, Kammerfach mit Erweiterungen beidseitig, Satteldach, errichtet um 1910. | 35535775 | BW             |
| Heegstraße 14 52° 15′ 26″ N, 8° 21′ 11″ O          | Hof Elsmeyer (Wohn-/ Wirtschaftsgebäude)  | Westlich des Weges gelegener Dreiständerbau, Kammerfach mit nachträglichem Anbau, Fachwerk mit verputzten Gefachen, Satteldach, errichtet 1819 (i). | 35535849 | BW             |
| Heegstraße 18 52° 15′ 24″ N, 8° 20′ 1″ O           | Hof Dreeß (Wohn-/ Wirtschaftsgebäude)     | Westlich der Straße gelegener Zweiständerbau mit Unterrähmgefüge, Kammerfach mit Aufsprung, Fachwerk mit verputzten Gefachen, traufseitig teils massiv in Bruchsteinmauerwerk ersetzt, Satteldach, errichtet 1838 (i), laut Inschrift von den Eheleuten Obermüller. | 35542530 | BW             |
| Hellortsweg 20 52° 14′ 36″ N, 8° 17′ 42″ O         | Wassermühle Hof Möhring                   | Auf leicht ansteigendem Gelände gelegener einstöckiger Wandständerbau mit massivem Kellergeschoss aus Bruchsteinmauerwerk zur Wasserseite, westliches Traufenrähm mit kleinen profilierten Knaggen, Fachwerk mit verputzten Gefachen, Satteldach, errichtet wohl Anfang 19. Jh. | 35544057 | BW             |
| Hesterbrinkweg 11 52° 15′ 31″ N, 8° 20′ 19″ O      | Wohn-/ Wirtschaftsgebäude                 | Das einzig von der Hofanlage erhaltene Gebäude steht mittig im südlichen Hofplatz und wurde in Dreiständerbauweise errichtet, mit Kammerfach in massiver Ziegelbauweise erneuert und beidseitig erweitert. Fachwerk mit verputzten Gefachen, Satteldach, errichtet 1815 (i). | 35541844 | BW             |
| Hesterbrinkweg 11 52° 15′ 31″ N, 8° 20′ 18″ O      | Scheune                                   | | 35542896 | BW             |
| Hesterbrinkweg 11 52° 15′ 32″ N, 8° 20′ 19″ O      | Scheune                                   | | 35542852 | BW             |
| Hesterbrinkweg 11 52° 15′ 31″ N, 8° 20′ 20″ O      | Schuppen                                  | | 35542940 | BW             |
| Holster Straße 128 52° 15′ 30″ N, 8° 18′ 15″ O     | Hof Niewöhner (Wohn-/ Wirtschaftsgebäude) | Giebelständig zur nördlich vorbeiführenden Straße gelegener Vierständerbau, Kammerfach mit Aufsprung und beidseitiger Erweiterung, Fachwerk mit verputzten Gefachen, Satteldach, errichtet 1847 (i). | 35540836 | BW             |
| Lohhakenweg 33 52° 15′ 13″ N, 8° 16′ 49″ O         | Hof Lübker (Wohn-/ Wirtschaftsgebäude)    | Traufständig zum kleinen Weg gelegener Zweiständerbau, Kammerfach wohl mit Aufsprung und beidseitiger nachträglicher Erweiterung, Wirtschaftsgiebel zweimal vorkragend, Wohngiebel ursprünglich mit Steckwalm, Fachwerk mit verputzten Bruchsteinausmauerungen, Satteldach, errichtet laut Inschrift 1747 (i) von den Eheleuten Hagedorn. | 35544036 | BW             |
| Lohhakenweg 33 52° 14′ 55″ N, 8° 17′ 39″ O         | Kalkofen                                  | Der Kalkofen Westerhausen liegt nordöstlich des ehemaligen Siedlungskerns. Es ist ein massiver Bruchsteinbau über quadratischem Grundriss, Fassadengestaltung mittels Ziegelsetzung, errichtet wohl 1912. | 35544079 |                |
| Moseler Berg 7 52° 14′ 54″ N, 8° 20′ 42″ O         | Hof Moseler (Wohn-/ Wirtschaftsgebäude)   | Südlich des Moselerberges gelegener massiver Bruchsteinbau mit hallenhausähnlichem Raumgefüge, einfache Fachwerkinnenwände, Ziegelgliederungen, Satteldach, errichtet um 1890. Westlich ein nachträglicher Stallanbau direkt anschließend. | 35535695 | BW             |
| Osnabrücker Straße 70 52° 14′ 46″ N, 8° 21′ 11″ O  | Hof Dierker (Wohn-/ Wirtschaftsgebäude)   | Traufständiger Vierständerbau, Kammerfach mit Aufsprung und beidseitig mit schmaler Erweiterung, Fachwerk mit verputzten Bruchsteinausmauerungen, Satteldach, errichtet unmittelbar nach einem Brand von 1817 unter Verwendung von Teilen des Zweiständer-Vorgängerbaus. | 35535735 | BW             |
| Osnabrücker Straße 74 52° 14′ 46″ N, 8° 21′ 7″ O   | Hof Stüver (Wohn-/ Wirtschaftsgebäude)    | Traufständiger Vierständerbau mit teils hohem Bruchsteinsockel aufgrund eines Geländeversprungs, Kammerfach mit Aufsprung, hohe Luchten mit profilierten Kopfbändern, Fachwerk mit verputzten Gefachen, Satteldach, errichtet 1818 (i). Nördlich ein nachträglicher, massiver Stallflügel zur Scheune. | 35535715 | BW             |
| Osnabrücker Straße 83 52° 14′ 26″ N, 8° 19′ 52″ O  | Kuckucksmühle (Mühlengebäude)             | Zweiflügeliges, eingeschossiger teils verputzter Bruchsteinbau, Wandgliederung durch tropfenförmiges Traufgesims, rundbogige Fensteröffnungen, Einfahrtstore mit Ziegelumrandung, Satteldach, errichtet 1873 (i) als Sägemühle. Noch Fragmente des Räderwerks im Ostflügel erhalten. | 35542406 | BW             |
| Osnabrücker Straße 117 52° 14′ 22″ N, 8° 19′ 19″ O | Wohnhaus                                  | Nördlich der Kirche gelegener zweigeschossiger Wandständerbau, Fachwerk mit verputzten Gefachen, geschwungene Kopfbänder, Eckfelder mit außengeneigten Fußstreben, Giebel mit profilierten Knaggen, Satteldach, errichtet wohl Anfang des 18. Jh. Sowohl Nord- als auch Südgiebel teilweise oder vollständig durch Anbauten verdeckt. | 35542226 | BW             |
| Osnabrücker Straße 117 52° 14′ 22″ N, 8° 19′ 19″ O | Wohn-/ Wirtschaftsgebäude                 | Nördlich der Kirche gelegener Wandständerbau als Querdielenhaus, Fachwerk mit verputzten Gefachen, Satteldach errichtet 1840 (i). Wohnteil nördlich mit eingetieftem Keller. Nordgiebel direkt an den ehemaligen Kirchhofspeicher anschließend. | 35542203 | BW             |
| Osnabrücker Straße 121 52° 14′ 22″ N, 8° 19′ 19″ O | St. Marien                                | Kirche aus der zweiten Hälfte des 13. Jh., Saalkirche mit zwei Langhausjochen und gerade geschlossenem Chor, schmale spitzbogige Fenster im Langhaus, im Chor mit zweiteiligem, frühgotischem Maßwerk. Quadratischer Westturm des 12. Jh. mit rundbogigem Westportal. Südseite des Langhauses mit Kleeblattbogen-Portal. Im Inneren Kreuzgratgewölbe, Reste der figürlichen und floralen Wandmalerei aus dem 13. Jh. und Sakristei mit Rankenmalerei von 1471. Von der Ausstattung ein Passionsaltar der Schule des Meisters von Osnabrück von um 1520 erhalten sowie Chorschranken und Kanzel mit Schnitzereien von 1641/44, Gestühl und Emporen des 17. und 18. Jh.                                             | 35541895 | Weitere Bilder |

### Gut Ostenwalde
| Lage                                              | Bezeichnung        | Beschreibung | ID       | Bild |
| ------------------------------------------------- | ------------------ | --- | -------- | ---- |
| Moosbrink 52° 14′ 36″ N, 8° 20′ 56″ O             | Ölmühle            | Östlich des Rittergutes Ostenwalde, unmittelbar an dem Stauweiher „Oldendorfer Mühlenbach“ gelegenes Mühlengebäude, auf der ehemaligen Vorburg errichtet. Massiver eingeschossiger Bruchsteinbau auf nahezu quadratischem Grundriss unter hohem Zeltdach mit wasserseitiger Ladeluke, errichtet wohl 1829. Mühlenausstattung mit oberschlächtigem Zellen-Wasserrad, Kollergang, Wärmeofen mit Rührwerk. | 35542304 |      |
| Osnabrücker Straße 69 52° 14′ 39″ N, 8° 20′ 54″ O | Schmiede           | Traufständig zur Osnabrücker Straße gelegene eingeschossige Schmiede, südlich aufgrund des Topographie zweigeschossig, Bruchsteinbau über L-förmigem Grundriss, Traufgesims und Fenstergewände in Ziegel, Satteldächer, errichtet in der zweiten Hälfte des 19. Jh. Die technische Ausstattung der Schmiede wurde wohl in den 1970er Jahren entfernt. | 35542802 | BW   |
| Osnabrücker Straße 75 52° 14′ 34″ N, 8° 20′ 45″ O | Herrenhaus         | Im Süden der Anlage gelegenes Herrenhaus von Gut Ostenwalde als dreiflügelige Anlage mit offenem Ehrenhof nach Norden. Der massive Putzbau mit Walmdächern und Schleppgaupen, bestehend aus wuchtigem, erhöhtem Westflügel von 1698 mit repräsentativem Schaugiebel mit kräftigen Gesimsen und Giebelbekrönung, von Idel Jobst III. von Vincke errichtet, gestalterisch angeglichenem Mittelbau von 1780 unter Ernst Idel Jobst V. von Vincke, Domdechant von Minden, entstanden und Ostflügel mit Treppenturm unter einer Welschen Haube von 1906/08, ab 1905 von Walter von Vincke errichtet. | 35542249 |      |
| Osnabrücker Straße 75 52° 14′ 36″ N, 8° 20′ 47″ O | Wirtschaftsgebäude | Nordöstlich des Herrenhauses gelegene eingeschossige Wirtschaftsgebäude als dreiseitige Anlage mit innenliegendem Wirtschaftshof. Massive, verputzte Gebäuderiegel im Norden und Süden, mit ausgebauten Dachgeschossen und rundbogigen Toreinfahrten, hohen Satteldächern, teils abgewalmt, errichtet im 18. Jh. Der Verbindungsbau im Osten schmaler und niedriger, als Garage/Unterstellplatz genutzt. Der Wirtschaftshof westlich von einer Natursteineinfriedung mit eiserner Toranlage begrenzt.                                                                                           | 35541532 | BW   |
| Osnabrücker Straße 77 52° 14′ 37″ N, 8° 20′ 43″ O | Gärtnerhaus        | Nordwestlich des Herrenhauses gelegener massiver, symmetrischer Putzbau unter Walmdach. EG mit Sandsteineinfassungen der Fenster- und Türöffnungen, errichtet wohl um 1810. Das Gebäude wird auch als Gärtnerhaus bzw. Alte Wäscherei bezeichnet und wird heute als Ferienhaus genutzt. | 35541557 | BW   |
| Osnabrücker Straße 79 52° 14′ 37″ N, 8° 20′ 43″ O | Försterhaus        | Traufständiges, zweigeschossiger massiver Putzbau, Öffnungen mit Sandsteinrahmungen, Walmdach mit zwei Dreiecksgiebeln straßenseitig, errichtet wohl 1819 nach Inschrift an anschließender Gartenmauer. Um 1900 wohl umgebaut. Westlich die Orangerie direkt anschließend. | 35541582 | BW   |
| Osnabrücker Straße 79 52° 14′ 37″ N, 8° 20′ 41″ O | Orangerie          | Langgestreckte, traufständige, zweigeschossiger verputzter Bruchsteinbau, Vollwalmdach, errichtet um 1820. Nach Norden zur Straße geschlossene Fassade, nach Süden Glasfassade zwischen eng gestellten Holzstützen. Altes Dachwerk erhalten. Im Inneren ursprünglich monochromer Farbanstrich. Nachträglich Malereien mit Palmengarten und Oasenlandschaft, bereits wieder entfernt. Ostgiebel direkt an das Försterhaus anschließend. | 35542453 | BW   |
| Osnabrücker Straße 52° 14′ 35″ N, 8° 20′ 38″ O    | Garten             | Im Westen der Anlage und in unmittelbarer Nähe der Orangerie gelegener Obst- und Gemüsegarten, von hohen Natursteinmauern eingefasst. | 35542274 | BW   |
| Osnabrücker Straße 52° 14′ 31″ N, 8° 20′ 50″ O    | Park               | Im Süden der Anlage gelegener Landschaftsgarten des frühen 19. Jh. mit Baumbestand, Wasserflächen und Wegestrukturen, die deutlich auch die Umgebung mit einbeziehen. | 35541866 | BW   |

## Riemsloh/Bruchmühlen
| Lage                                               | Bezeichnung                               | Beschreibung | ID       | Bild           |
| -------------------------------------------------- | ----------------------------------------- | --- | -------- | -------------- |
| Allee 10 52° 12′ 2″ N, 8° 27′ 11″ O                | Gut Bruchmühlen (Herrenhaus)              | Ehemaliges Herrenhaus, ein- bis zweieinhalbgeschossiger, massiver Putzbau mit querstehendem nordöstlichen Gebäudeteil, schlichter Fassadenschmuck mit Eckpilastern, Öffnungen mit Putzrahmungen, Satteldächer, errichtet um 1800 nach Abbruch eines repräsentativen Herrenhauses von 1574. Um 1900 Veränderungen nach Erwerb durch einen Zigarrenfabrikanten. Südwestlich ein zweigeschossiger Gebäudetrakt direkt anschließend, verputzter Massivbau in gleicher Gestaltung, Satteldach, als Verbindungsbau zum hinteren Torhaus. | 35531841 | Weitere Bilder |
| Alt Riemsloh 52° 10′ 52″ N, 8° 25′ 12″ O           | Kriegerdenkmal                            | Etwas erhöht gelegenes Kriegerdenkmal, massive Stele mit Metallplatte und Datierung „1813“. | 35536764 | BW             |
| Alt Riemsloh 2 52° 10′ 50″ N, 8° 24′ 55″ O         | Wohn-/ Wirtschaftsgebäude                 | Traufständiges, massives und verputztes Hallenhaus, Eckquaderung, segmentbogige Öffnungen, teils mit Sandsteinumrandungen, traufseitiger Zugang zur Gaststätte über vorgelegte Tür, Satteldach, errichtet um 1880. Östlich ein querstehender Anbau. | 35533983 | BW             |
| Alt Riemsloh 4 52° 10′ 49″ N, 8° 24′ 57″ O         | Wohn-/ Wirtschaftsgebäude                 | Traufständiger Dreiständerbau, Kammerfach mit hohem Aufsprung, Giebel jeweils über profilierten Knaggen vorkragend, Fachwerk mit verputzten Gefachen, Satteldach, errichtet 1774 (i). Ostgiebel mit querstehendem Anbau. | 35534004 | BW             |
| An St. Johann 52° 10′ 52″ N, 8° 24′ 59″ O          | St. Johannis                              | Einschiffiger gotischer Bau mit quadratischem Westturm von 1461/62, neogotischer Ostabschluss von 1910 nach Plänen von Sunder-Plassmann anstelle eines Chores von 1507. Im Inneren vier Langhausjoche mit gekehlten Rippen an den Gewölben, um 1500. Von der Ausstattung ein Sakramentshäuschen von 1503, Altar und Beichtstühle 1908 von Seling sowie ein Kreuzigungsbild von um 1700 und zwei neogotische Gemälde erhalten. | 35536593 | Weitere Bilder |
| An St. Johann 8 52° 10′ 52″ N, 8° 24′ 56″ O        | Ehemaliges Schwesternhaus                 | Traufständiger Vierständerbau, Fachwerk mit verputzten Gefachen, straßenseitige Traufseite wohl massiv ersetzt, Wirtschaftsgiebel einmal über profilierten Knaggen vorspringend, Satteldach, errichtet 1794 (i). | 35536951 | BW             |
| An St. Johann 10 52° 10′ 52″ N, 8° 24′ 57″ O       | Ehemalige Küsterei                        | Giebelständiger ehemaliger Vierständerbau mit außermittigem Dielentor, Giebel jeweils zweimal vorkragend, teils über profilierten Knaggen, Fachwerk mit verputzten Gefachen, teils massiv ersetzt, Satteldach, errichtet um 1800. | 35534004 | BW             |
| Auf dem Wiebusch 6 52° 12′ 40″ N, 8° 25′ 45″ O     | Hof Grothaus (Wohn-/ Wirtschaftsgebäude)  | An einem kleinen Stichweg gelegener Vierständerbau mit Durchgangsdiele, Kammerfach, Ständerreigen als Wandständerbau mit Kopfbändern, Fachwerk mit verputzten Gefachen, Satteldach, errichtet in der ersten Hälfte des 19. Jh. | 35533520 | BW             |
| Balgerbrück 1 52° 10′ 3″ N, 8° 29′ 25″ O           | Wohn-/ Wirtschaftsgebäude                 | Traufständiger Dreiständerbau, Giebel jeweils einmal vorkragend, teils über profilierten Knaggen, Satteldach, errichtet bereits in der zweiten Hälfte des 18. Jh. Dielenverlängerung und Giebel von 1894 (i). | 35536498 | BW             |
| Groß-Aschen 61 52° 10′ 38″ N, 8° 29′ 42″ O         | Schule                                    | Stattliches, eingeschossiger massiver Putzbau über L-förmigem Grundriss, Öffnungsumrandungen aus Ziegelmauerwerk, Mansarddach, errichtet 1907 von Maurermeister Fr. Kröger. Nachträglich als Wohnhaus und teils von der Feuerwehr genutzt. | 35536435 | BW             |
| Groß-Aschen 79 52° 10′ 38″ N, 8° 29′ 45″ O         | Kapelle                                   | Kapelle Groß Aschen, etwas zurückgesetzt von der Straße gelegene Kapelle, verputzter Massivbau, teils wuchtige Wandvorlagen, profilierte Sparren, Walmdach mit Dachreiter als Glockenturm, errichtet 1697 (i). | 35536455 | Weitere Bilder |
| Groß-Aschen 88 52° 10′ 31″ N, 8° 29′ 46″ O         | Hof Eggermann (Wohn-/ Wirtschaftsgebäude) | Zweiständerbau, bis auf das Kammerfach und den Wirtschaftsgiebel alle Außenwände durch Ziegelmauerwerk ersetzt, Giebel jeweils zweimal vorkragend, Satteldach, errichtet 1875 (i) von Zimmermeister Siekermann. | 35536478 | BW             |
| Hasenkampsweg 7 52° 11′ 25″ N, 8° 23′ 38″ O        | Heuerhaus                                 | Traufständiger Vierständerbau, Wirtschaftsgiebel dreimal und Wohngiebel zweimal teils über profilierten Knaggen vorkragend, Fachwerk mit verputzten Gefachen, Satteldach, errichtet 1737 (i). | 35536701 | BW             |
| Herforder Straße 56 52° 10′ 34″ N, 8° 26′ 56″ O    | Wohn-/ Wirtschaftsgebäude                 | Traufständiger Fachwerkbau mit verputzten Gefachen, Außenwände teils massiv ersetzt, Satteldach, errichtet um 1850. | 35544164 | BW             |
| Hoyeler Kirchring 9 52° 9′ 53″ N, 8° 28′ 7″ O      | St. Antonius                              | Im Siedlungskern gelegene Kirche, einschiffiger Saalbau mit Muldengewölbe und rundbogigen Fenstern, erhöhtem Turm, errichtet 1828. Im Inneren klassizistischer Altar von Bernhard Schagemann von 1834/39, Kanzel von 1584/1657 sowie Gelbgußkrone von 1733. | 35535214 | Weitere Bilder |
| Hoyeler Straße 67 52° 9′ 47″ N, 8° 28′ 13″ O       | Wohn-/ Wirtschaftsgebäude                 | Traufständiger massiver Ziegelbau mit hallenhausähnlichem Raumgefüge, Wandgliederung mit Segmentbogenöffnungen, Schmuckfriesen, Dielentor mit Korbbogen und Lisenen, darüber rundbogige Fenstergruppen, Satteldach, errichtet um 1900. Im Inneren die Raumstrukturen und wandfeste Ausstattung erhalten. | 35536552 | BW             |
| In der Heide 5 52° 12′ 49″ N, 8° 26′ 3″ O          | Hof Fretholt (Wohn-/ Wirtschaftsgebäude)  | Westlich der Straße und südlich der Hofanlage gelegenes Heuerhaus, Vierständerbau, Ständerreihen als Wandständer mit Kopfbändern, Kammerfach mit nachträglichen Erweiterungen beidseitig, Fachwerk mit verputzten Gefachen, Satteldach, errichtet 1701 (i) als Dreiständerbau. | 35533670 | BW             |
| Krukumer Straße 39 52° 11′ 30″ N, 8° 24′ 34″ O     | Wohn-/ Wirtschaftsgebäude                 | Fernab der Krukumer Straße gelegener Vierständerbau, Kammerfach mit Aufsprung, Wirtschaftsgiebel über profilierten Knaggen vorkragend, Satteldach, errichtet 1853 (i). | 35536681 | BW             |
| Lindenfeld 52° 10′ 50″ N, 8° 24′ 31″ O             | Klause                                    | In einer Straßengabelung gelegener kleiner Ziegelbau, Pilastergliederung, rundbogige Öffnung straßenseitig, Satteldach mit kleinen Türmchen, errichtet um 1900. | 35544207 | BW             |
| Lindenfeld 1 52° 10′ 40″ N, 8° 24′ 31″ O           | Klause                                    | Zu einer Hofanlage gehörige Kapelle, kleiner Putzbau, Zeltdach auf Säulen ruhend, errichtet zusammen mit der Hofanlage um 1900. | 35533916 | BW             |
| Lindenfeld 3 52° 10′ 46″ N, 8° 24′ 13″ O           | Wohn-/ Wirtschaftsgebäude                 | | 35544122 | BW             |
| Lüningsteich 16 52° 9′ 51″ N, 8° 27′ 29″ O         | Wohn-/ Wirtschaftsgebäude                 | | 35544668 | BW             |
| Martmühlenweg 12 52° 9′ 48″ N, 8° 28′ 26″ O        | Doppelheuerhaus                           | Giebelständige Fachwerkbau mit Ziegelausmauerungen, Traufseite mit zwei Giebeltoren, Satteldach, errichtet 1892 (i) von Zimmermeister Sieckermann. | 35536572 | BW             |
| Martmühlenweg 15 52° 9′ 43″ N, 8° 28′ 58″ O        | Martmühle                                 | Nordöstlich des Mühlengrabens gelegenes Mühlengebäude mit Turbinenhausanbau und Wehranlage, zweigeschossiger schlichter Ziegelbau mit Traufseiten aus Fachwerk in Ziegelausfachung, Satteldach in Falzziegeldeckung, errichtet 1925. Im Inneren technische Ausstattung weitgehend vorhanden, darunter Walzenstuhl, zur Zeit im EG abgestellt, im OG Silo und Mischer, im DG Plansichter und Reinigung. 1935 erfolgte orthogonaler Anbau eines eingeschossigen Turbinenhauses in Ziegelmauerwerk unter Satteldach in Falzziegeldeckung. Dort im Inneren Turbinenanlage von 1931, Typ Francis, Firma Möller / Brackwede mit 25 PS Leistung erhalten. Dient heute zur Stromerzeugung. Daher befindet sich an der südwestlichen Traufseite des Turbinenhausanbaus die Wehranlage. | 35535029 | BW             |
| Martmühlenweg 15 52° 9′ 43″ N, 8° 28′ 57″ O        | Martmühle (Maschinenhaus)                 | Gegenüber dem Mühlengebäude gelegenes kleines eingeschossiger Ziegelgebäude, Satteldach in Falzziegeldeckung. Ursprüngliche Nutzung mit Dampfmaschine, seit 1929 Dieselmotor von Deutz, der noch heute funktionsfähig vorhanden ist. | 35535058 | BW             |
| Meller Straße 112a 52° 12′ 45″ N, 8° 25′ 11″ O     | Ostermühle                                | Nördlich der Meller Straße direkt am Suttbach, in deren Mitte sich das Mühlengebäude befindet. Zweigeschossiger Fachwerkbau mit verputzten Gefachen, großer Aufzugserker sowie Grootdör östlich, Satteldach, errichtet 1834. Nördlich anschließender Wohn- und Wirtschaftsbereich. Südlich vor dem Giebel ein Wehr mit Freigerinne. Neben dem Freischütz in gemauertem Schacht Francis-Turbine erhalten. Im Inneren der komplette Steinmalgang und Restes eines zweiten Mahlganges sowie Vorgelege erhalten. | 35533587 | BW             |
| Ratsherrenstraße 75 52° 10′ 23″ N, 8° 25′ 43″ O    | Wohn-/ Wirtschaftsgebäude                 | Traufständiges Hallenhaus, Fachwerk mit verputzten Gefachen, Satteldach, errichtet 1857 (i). | 35534064 | BW             |
| Riemsloher Straße 120 52° 10′ 57″ N, 8° 23′ 57″ O  | Wohn-/ Wirtschaftsgebäude                 | Giebelständig zur nördlich verlaufenden Straße gelegener massiver Putzbau, Wohngiebel mit beidseitigen Kübbungen, Öffnungen mit Sandsteineinfassungen, Satteldach, errichtet 1850 (i). | 35544102 | BW             |
| Sandhorstweg 65 52° 11′ 23″ N, 8° 27′ 47″ O        | Hof Eppmann (Speicher)                    | Auf einer Warft gelegener Dreiständerbau, Fachwerk mit verputzten Gefachen und teils profilierten Kopfbändern, Satteldach, errichtet 1720 (i). | 35531774 | BW             |
| Spenger Straße 67 52° 11′ 6″ N, 8° 28′ 9″ O        | Hof Meier (Wohn-/ Wirtschaftsgebäude)     | Traufständiger Vierständerbau, Kammerfach mit Aufsprung, Fachwerk mit verputzten Gefachen, Giebel jeweils dreimal vorkragend, teils über profilierten Knaggen, Satteldach, errichtet 1829 (i). | 35531750 | BW             |
| St.-Annener-Straße 15 52° 10′ 44″ N, 8° 25′ 2″ O   | Wohnhaus                                  | Traufständiges, zweigeschossiges Wohnhaus, ehemals als Wohn-/Wirtschaftsgebäude mit Fachwerkkonstruktion errichtet, nachträglich die Giebelseiten und die westliche Traufseite massiv ersetzt und verputzt, mit Ecklisenen und Öffnungsumrandungen aus Sandstein, Satteldach, um 1850. | 35534024 | BW             |
| St.-Annener-Straße 20 52° 10′ 41″ N, 8° 24′ 48″ O  | Hof Abing (Wohn-/ Wirtschaftsgebäude)     | Vierständerbau, Kammerfach mit Aufsprung, Giebel jeweils über profilierten Knaggen vorkragend, Fachwerk mit verputzten Gefachen, Satteldach, errichtet 1854 (i). | 35533958 | BW             |
| St.-Annener-Straße 24 52° 10′ 40″ N, 8° 24′ 39″ O  | Hof Abing (Heuerhaus)                     | An der Kreuzung mehrere kleiner Wege gelegener Dreiständerbau, Fachwerk mit verputzten Gefachen, Satteldach, errichtet 1756 (i). | 35533937 | BW             |
| St.-Annener-Straße 44 52° 10′ 8″ N, 8° 24′ 57″ O   | Hof König (Wohn-/ Wirtschaftsgebäude)     | Nördlich der Hofanlage gelegener Dreiständerbau, Fachwerk teils mit verputzten Gefachen, teils Ziegelausmauerung, Satteldach, errichtet 1818 (i). Kammerfach mit nachträglichen, massiven Erweiterungen. | 35533893 | BW             |
| St.-Annener-Straße 48 52° 10′ 3″ N, 8° 24′ 56″ O   | Hof König (Wohnhaus)                      | Zweigeschossiger massiver Putzbau, mit renaissancistischen Zierelementen, zwei Säulenportikusse mit darüberliegendem Balkonen, Walmdach, errichtet 1889 (i). | 35534329 | BW             |
| St.-Annener-Straße 48 52° 10′ 3″ N, 8° 24′ 55″ O   | Hof König (Wirtschaftsgebäude)            | Westlich durch einen Verbindungstrakt mit dem Wohnhaus verbundenes Wirtschaftsgebäude, über u-förmigem Grundriss, massiver Ziegelbau als Hallenhaus mit Durchfahrtsdiele sowie westlichem querstehendem Ziegelanbau, Satteldächer, errichtet um 1900. | 35534517 | BW             |
| St.-Annener-Straße 48 52° 10′ 5″ N, 8° 24′ 54″ O   | Hof König (Scheune)                       | Im Norden der kleinen Hofanlage gelegener massiver Ziegelbau mit Querdurchfahrten, Satteldach, errichtet um 1900. | 35534630 | BW             |
| Wallenbrücker Straße 12 52° 10′ 2″ N, 8° 26′ 44″ O | Wohn-/ Wirtschaftsgebäude                 | Westlich der Straße gelegener Vierständerbau, Kammerfach mit Aufsprung, Giebel jeweils einmal vorkragend, Fachwerk mit verputzten Gefachen, Satteldach, errichtet 1780 (i). Am Wirtschaftsgiebel ein Stallanbau direkt anschließend, Fachwerk mit verputzten Gefachen, Satteldach. | 35544143 | BW             |
| Westhoyeler Straße 52° 10′ 39″ N, 8° 26′ 14″ O     | Sühnestein                                | Südlich der Straße gelegener Kreuzstein aus Sandstein. | 35534084 | BW             |
| Westhoyeler Straße 45 52° 10′ 25″ N, 8° 27′ 7″ O   | Westhoyeler Mühle                         | Dreistöckige Turmwindmühle auf ummauerten Wall in Westhoyel. Mühle und Wallmauer in Bruchsteinmauerwerk. Kappe mit Windrose und Segelgatterflügeln. Technische Ausstattung vorhanden und in Funktion als Schauanlage. Benachbart ehemalige Müllerhaus als eingeschossiger Ziegelbau unter Satteldach. Umgenutzt für Veranstaltungszwecke. Mühle nach Restaurierung durch Verein 1990 wieder in Betrieb genommen. | 35544186 | Weitere Bilder |

## Wellingholzhausen
| Lage                                                        | Bezeichnung                                         | Beschreibung | ID       | Bild |
| ----------------------------------------------------------- | --------------------------------------------------- | --- | -------- | ---- |
| Allendorfer Straße 15 52° 11′ 57″ N, 8° 17′ 55″ O           | Hof Meyer zu Westram (Wirtschaftsgebäude)           | Den Wirtschaftshof nach Westen begrenzendes und mit dem Wohnhaus baulich verbundener hallenhausartiger und verputzter Massivbau, Wirtschaftsgiebel mit Dielentor nördlich, Satteldach, errichtet in der zweiten Hälfte des 19. Jh.                                                                               | 35534494 | BW   |
| Allendorfer Straße 15 52° 11′ 56″ N, 8° 17′ 56″ O           | Hof Meyer zu Westram (Wohnhaus)                     | Den Wirtschaftshof nach Süden begrenzender zweigeschossiger verputzter Massivbau, Fassaden mit umlaufendem Sockel, geschosstrennendem Gesims, Eckbetonungen mit Pilastern, vorgelegten Treppen mit Zugängen zu beiden Traufseite, Satteldach, errichtet 1869 (i). Westlich mit dem Wirtschaftsgebäude verbunden. | 35534306 | BW   |
| Allendorfer Straße 15 52° 11′ 57″ N, 8° 17′ 57″ O           | Hof Meyer zu Westram (Scheune)                      | Den Wirtschaftshof nach Osten begrenzender Fachwerkbau mit verputzten Gefachen, beide Giebelseiten einmal vorkragend, außermittige Längseinfahrt nördlich, Satteldach, errichtet 1879 (i). | 35534607 | BW   |
| Allendorfer Straße 33 52° 11′ 47″ N, 8° 16′ 37″ O           | Klause                                              | Südlich der Straße gelegene, kleiner neogotischer Putzbau auf polygonalem Grundriss, spitzbogige Öffnung straßenseitig mit Maßwerk, errichtet um 1900. | 35543613 | BW   |
| Altenmeller Straße 37 52° 10′ 8″ N, 8° 17′ 32″ O            | Wegekreuz                                           | | 35541034 | BW   |
| Altenmeller Straße 37 52° 10′ 16″ N, 8° 17′ 17″ O           | Heuerhaus                                           | | 35540922 | BW   |
| Altenmeller Straße 39 52° 10′ 16″ N, 8° 17′ 21″ O           | Haupthaus                                           | | 35540897 | BW   |
| Altenmeller Straße 39 52° 10′ 16″ N, 8° 17′ 20″ O           | Fachwerkspeicher                                    | | 35540987 | BW   |
| Altenmeller Straße 39 52° 10′ 14″ N, 8° 17′ 21″ O           | Bruchsteinspeicher                                  | | 35540964 | BW   |
| Altenmeller Straße 43 52° 10′ 12″ N, 8° 17′ 31″ O           | Heuerhaus                                           | | 35540943 | BW   |
| Altenmeller Straße 45 52° 10′ 14″ N, 8° 17′ 32″ O           | Wohn-/ Wirtschaftsgebäude                           | | 35541012 | BW   |
| Altenmeller Straße 45 52° 10′ 16″ N, 8° 17′ 32″ O           | Scheune                                             | | 35541374 | BW   |
| Altenmeller Straße 45 52° 10′ 14″ N, 8° 17′ 31″ O           | Speicher                                            | | 35541442 | BW   |
| Am Kirchplatz 1 52° 9′ 31″ N, 8° 16′ 0″ O                   | St. Bartholomäus-Kirche                             | Dreischiffige Hallenkirche in der Formsprache der Gotik mit vorgestelltem Westturm, erbaut 1856-1861 durch den späteren Münsteraner Diözesanbaumeister Emil von Manger. Wegen ihrer dominanten Größe im Ortsbild erhielt die Kirche den Beinamen „Grönenberger Dom“.                                             | 35544273 | BW   |
| Am Ring 40 52° 9′ 32″ N, 8° 16′ 5″ O                        | Wohn-/ Wirtschaftsgebäude                           | | 35544292 | BW   |
| Am Ring 40 52° 9′ 32″ N, 8° 16′ 4″ O                        | Wohnhausanbau                                       | | 35544314 | BW   |
| Auf der Dille 2 52° 9′ 44″ N, 8° 13′ 31″ O                  | Wohn-/ Wirtschaftsgebäude                           | | 35544543 | BW   |
| Baumschulenweg 20 52° 11′ 8″ N, 8° 16′ 46″ O                | Scheune                                             | | 35544523 | BW   |
| Borgloher Straße 59 52° 10′ 49″ N, 8° 14′ 28″ O             | Gut Auburg (Herrenhaus)                             | | 35542658 | BW   |
| Borgloher Straße 59a 52° 10′ 51″ N, 8° 14′ 27″ O            | Gut Auburg (Nebengebäude)                           | | 35541654 | BW   |
| Borgloher Straße 59a 52° 10′ 51″ N, 8° 14′ 28″ O            | Gut Auburg (Nebengebäude)                           | | 35541701 | BW   |
| Dissener Straße 58 52° 9′ 15″ N, 8° 14′ 44″ O               | Wassermühle                                         | | 35544228 | BW   |
| Himmener Heide 52° 10′ 43″ N, 8° 15′ 1″ O                   | Kruzifix                                            | | 35536908 | BW   |
| Hoppenstraße 1 52° 10′ 9″ N, 8° 16′ 45″ O                   | Heuerhaus                                           | | 35540876 | BW   |
| Hoppenstraße 3 52° 10′ 3″ N, 8° 16′ 46″ O                   | Hofkapelle                                          | | 35540856 | BW   |
| Küingdorfer Straße/Brandhorstweg 52° 8′ 37″ N, 8° 17′ 28″ O | Heiligenhäuschen                                    | | 35536993 | BW   |
| Küingdorfer Straße 52° 8′ 59″ N, 8° 16′ 26″ O               | Kruzifix                                            | | 35536784 | BW   |
| Küingdorfer Straße 2 52° 9′ 28″ N, 8° 16′ 5″ O              | Klause                                              | | 35544356 | BW   |
| Küingdorfer Straße 32 52° 8′ 56″ N, 8° 16′ 39″ O            | Kruzifix                                            | Zum südlich gelegenen Hof Hupe gehöriges Hofkreuz, massiver und gestufter Sockel, Holzkreuz mit Korpus, um 1900. | 35544418 | BW   |
| Küingdorfer Straße 32 52° 8′ 55″ N, 8° 16′ 37″ O            | Scheune                                             | | 35544398 | BW   |
| Lohbrink 9 52° 9′ 44″ N, 8° 13′ 11″ O                       | Wohn-/ Wirtschaftsgebäude                           | | 35544606 | BW   |
| Langer Weg 15 52° 10′ 28″ N, 8° 14′ 4″ O                    | Backhaus                                            | | 35542638 | BW   |
| Peingdorfer Straße 12 52° 10′ 0″ N, 8° 14′ 37″ O            | Speicher                                            | | 35542573 | BW   |
| Peingdorfer Straße 19 52° 10′ 6″ N, 8° 14′ 23″ O            | Wohn-/ Wirtschaftsgebäude                           | | 35542595 | BW   |
| Uhlenberger Straße 21 52° 11′ 8″ N, 8° 15′ 26″ O            | Speicher                                            | | 35536805 | BW   |
| Uhlenberger Straße 21 52° 11′ 7″ N, 8° 15′ 25″ O            | Speicher                                            | | 35536826 | BW   |
| Uhlenberger Straße 50 52° 11′ 41″ N, 8° 15′ 52″ O           | Heuerhaus                                           | | 35544502 | BW   |
| Vessendorfer Straße 30 52° 9′ 39″ N, 8° 15′ 17″ O           | Hof Lagemann (Wohn-/ Wirtschaftsgebäude)            | | 35544250 | BW   |
| Vessendorfer Straße 30 52° 9′ 38″ N, 8° 15′ 13″ O           | Hof Lagemann (Kruzifix)                             | | 35544737 | BW   |
| Vessendorfer Straße 59 52° 9′ 38″ N, 8° 13′ 38″ O           | Wohn-/ Wirtschaftsgebäude                           | | 35544585 | BW   |
| Wellingholzhausener Straße 63 52° 10′ 37″ N, 8° 16′ 22″ O   | Heuerhaus                                           | | 35536887 | BW   |
| Wellingholzhausener Straße 112 52° 9′ 39″ N, 8° 15′ 52″ O   | Klause                                              | | 35544336 | BW   |
| Wellingholzhausener Straße 113 52° 9′ 41″ N, 8° 15′ 53″ O   | Klause                                              | | 35544377 | BW   |
| Wibbelmanns Feld 9 52° 10′ 18″ N, 8° 16′ 15″ O              | Heuerhaus                                           | | 35536846 | BW   |
| Wibbelmanns Feld 9 52° 10′ 17″ N, 8° 16′ 16″ O              | Scheune                                             | | 35536867 | BW   |
| Wiedebrocksheide 44 52° 10′ 45″ N, 8° 17′ 25″ O             | Hof Meyer zu Halingdorf (Wohn-/ Wirtschaftsgebäude) | In der Hofanlage gelegener Vierständerbau mit Unterrähmgefüge, Kammerfach mit Aufsprung und einseitig mit quergestelltem, zweigeschossigem Wohnteil, Giebel jeweils zweimal vorkragend, teils über profilierten Knaggen, Fachwerk mit verputzten Gefachen, Satteldach, errichtet 1844 (i).                       | 35534864 | BW   |
| Wiedebrocksheide 44 52° 10′ 45″ N, 8° 17′ 26″ O             | Hof Meyer zu Halingdorf (Scheune)                   | Im Norden der Hofanlage gelegener Gebäudekomplex, bestehend aus mehreren Gebäudeteilen, die als Scheune und Stall genutzt wurden, ein- bis zweigeschossige, massive Ziegelbauten, teils verputzt, Satteldächer, errichtet um 1900.                                                                               | 35537592 | BW   |
| Wiedebrocksheide 44 52° 10′ 45″ N, 8° 17′ 27″ O             | Hof Meyer zu Halingdorf (Scheune)                   | Freistehende Scheune, dem Wirtschaftsgiebel des Haupthauses gegenüberliegend, Fachwerkbau mit verputzten Gefachen, mehrere Längsdurchfahrten und Quereinfahrten, Satteldach, errichtet 1845 (i). | 35537102 | BW   |
| Wiedebrocksheide 44 52° 10′ 44″ N, 8° 17′ 25″ O             | Hof Meyer zu Halingdorf (Schuppen)                  | | 35537436 | BW   |
| Wiedebrocksheide 44 52° 10′ 45″ N, 8° 17′ 32″ O             | Hof Meyer zu Halingdorf (Doppelheuerhaus)           | | 35535538 | BW   |